# Islám

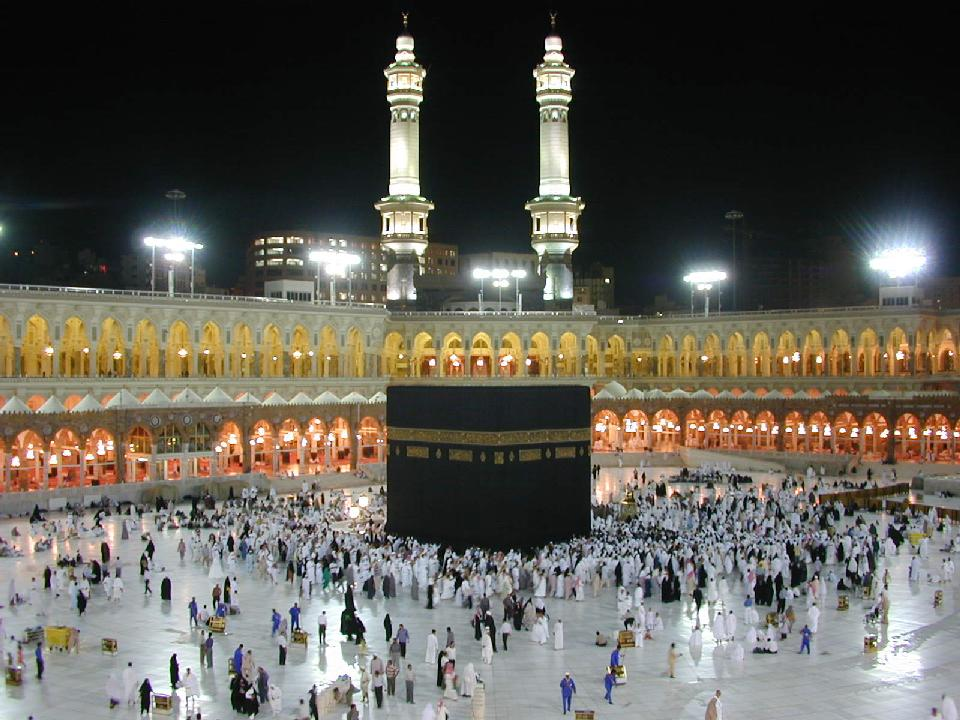
Ka'ba v mešitě Al-Masdžid al-Harám v Mekce určuje směr modlitby a cíl muslimských poutníků z celého světa

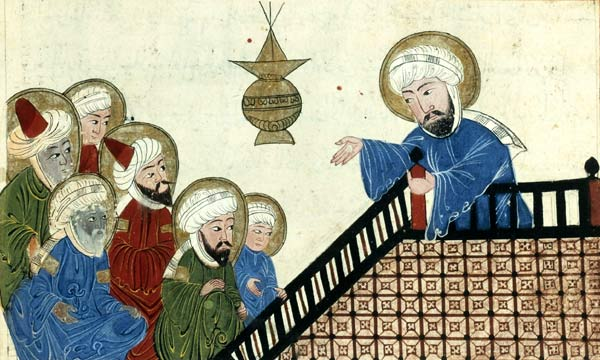
Prorok Mohamed během hadždže do Mekky v roce 632

Islám (arabsky:  الإسلام; al-'islām) je monoteistické abrahámovské náboženství založené na proroctví a chování proroka Mohameda, náboženského a politického vůdce působícího v 7. století. Bůh je v islámu chápán jakožto jediný a nehmotný Stvořitel vesmíru, života a všeho ostatního; nemá počátek ani konec a existuje mimo čas a prostor. Jako takový je Bůh jediný, jedinečný a naprosto odlišný od všeho, co stvořil; vše, co není Bůh, je pak Božím dílem. Veškeré Jeho dílo patří pouze Bohu. Slovo islám znamená „mírumilovné odevzdání se Bohu“, „pokojné podřízení se Bohu“ či „vůči Bohu odevzdaný mír“ (slovo Bůh je arabsky Alláh). Stoupenec islámu se nazývá muslim, což znamená „ten, kdo se pokojně odevzdává [Bohu]“. Počet muslimů na světě je asi 1 až 1,8 miliardy, což z islámu činí po křesťanství druhé nejpočetnější náboženství světa.
Islám učí, že Bůh je jediný a nesouměřitelný. Muslimové věří, že islám je úplnou a univerzální verzí prapůvodní víry, která byla mnohokrát zjevena prostřednictvím dřívějších proroků, jako byli mimo jiné Adam, Abrahám, Mojžíš a Ježíš; tato dřívější zjevení jsou připisována judaismu a křesťanství, které jsou v islámu považovány za duchovní předchůdce této víry. Muslimové považují Korán za doslovné slovo Boží a nezměněné, konečné zjevení, za hlavního a posledního islámského proroka považují Mohameda. Mohamedovo učení a normativní vzor (sunna), doložené v tradičních sebraných svědectvích (hadísy), představují pro muslimy druhotný ustavující model. Islám učí o "posledním soudu", v němž budou spravedliví odměněni v ráji (džanna) a nespravedliví potrestáni v pekle (džahánnam), ať již pobytem dočasným či věčným. Pět pilířů - považovaných za povinné úkony uctívání - zahrnuje islámskou přísahu a vyznání víry (šaháda), každodenní modlitby (salát), almužnu (zakát), půst (saum) v měsíci ramadánu a povinnou pouť (hadždž) do Mekky. Islámské právo, šarí'a, se dotýká prakticky všech aspektů života, od bankovnictví a financí a sociální péče až po Rodinné právo, ochranu zvířat a ochranu životního prostředí. Mezi významné náboženské svátky patří Íd al-Fitr (svátek přerušení půstu) a Íd al-Adhá (svátek oběti). Třemi nejposvátnějšími místy islámu jsou v sestupném pořadí Masdžid al-Haram v Mekce, Al-Masdžid an-Nabawi v Medíně a mešita Al-Aksá v Jeruzalémě.
Islám vznikl v Mekce v 7. století, muslimská nadvláda se rozšířila mimo Arábii za Rášidského chalífátu a následný Umajjovský chalífát vládl od Pyrenejského poloostrova až po údolí Indu. Během islámského zlatého věku, především za vlády Abbásovského chalífátu, zažila velká část muslimského světa vědecký, hospodářský a kulturní rozkvět. Islámské vědecké úspěchy zahrnovaly širokou škálu oborů, zejména medicínu, matematiku, astronomii, zemědělství, ale také fyziku, ekonomii, inženýrství a optikuExpanze muslimského světa zahrnovala různé státy a chalífáty, stejně jako rozsáhlý obchod a náboženské konverze v důsledku islámské misionářské činnosti (dawah).
Zakladatel islámu byl na začátku 7. století arabský obchodník Mohamed, kterého muslimové považují za posledního proroka. Muslimové věří, že Bůh Mohamedovi zjevil Korán, který společně se sunnou (Mohamedovy činy a slova) považují za základní prameny islámu. Muslimové jsou povinni dodržovat pět pilířů islámu, tedy pět povinností, které muslimy spojují ve společenství, zahrnující jak pravidla uctívání, tak islámské právo (šaría). Dále vyvinulo tradici různorodých pravidel, která se dotýkají prakticky všech aspektů života muslima i celé společnosti, zahrnuje vše od bankovnictví, společenské solidarity, pravidel boje (džihádu) či postojů k životnímu prostředí. Islám bývá často kritizován za svou násilnou povahu ve vztahu k nevěřícím a omezování práv žen.
Existují dvě hlavní větve islámu: Sunnitský islám (85-90 %) a šíítský islám (10-15 %). Zatímco původně rozpory mezi sunnity a šíity pramenily z neshod ohledně nástupnictví po Mohamedovi, postupně se rozrostly do širšího rozměru, a to jak teologického, tak právního. Muslimové tvoří většinu obyvatelstva ve 49 zemích. Přibližně 12 % muslimů na světě žije v Indonésii, nejlidnatější zemi s muslimskou většinou, 31 % žije v jižní Asii, 20 % žije na Blízkém východě a v severní Africe a 15 % v subsaharské Africe.  Značné muslimské komunity jsou přítomny také v Americe, Číně a Evropě.Především díky vyšší porodnosti je islám nejrychleji rostoucí hlavní náboženský směr na světě a předpokládá se, že do konce 21. století bude největším světovým náboženstvím.

## Etymologie
V arabštině je islám (arabsky إسلام‎, doslova „mírumilovné podřízení se [Bohu]“) slovesné podstatné jméno pocházející ze slovesa سلم‎ (salama), z trojslabičného kořene س-ل-م‎ (S-L-M), které tvoří velkou třídu slov většinou vztahujících se k pojmům celistvost, podřízení, upřímnost, bezpečí a mír.  Islám je slovesné podstatné jméno IV. tvaru tohoto kořene a znamená "podrobení se" nebo „úplné odevzdání se“. V náboženském kontextu znamená "naprosté odevzdání se do vůle Boží".  Muslim (مُسْلِم‎), označení pro stoupence islámu, je činné příčestí téhož slovesného tvaru a znamená "podřizující se (Bohu)" nebo „ten, kdo se (Bohu) odevzdává“. Slovo islám („podrobení se“) má někdy v různých výskytech v Koránu odlišné konotace. Některé verše zdůrazňují kvalitu islámu jako vnitřního duchovního stavu: „Koho chce Bůh vést, tomu otevře srdce islámu.“ Slovo silm (سِلْم‎) v arabštině znamená mír a také náboženství islámu. Běžná jazyková fráze dokládající jeho použití je "vstoupil do as-silmu (دَخَلَ فِي السِّلْمِ‎), což znamená "vstoupil do islámu", s konotací nalezení míru podřízením své vůle Boží vůli. Slovo islám může být použito v jazykovém významu podřízení se nebo v technickém významu náboženství islámu, které se také nazývá as-silm, což znamená mír. V Gabrielově hadísu je islám představen jako jedna část triády, která zahrnuje také imán (víru) a ihsán (dokonalost).
Samotný islám se i v češtině (a dalších jazycích) historicky nazýván mohamedánstvím. Tento termín se přestal používat a někdy se říká, že je urážlivý, a který sami muslimové chápou jako nesprávný a hanlivý, protože uctívají Alláha (Boha), nikoliv proroka Muhammada (člověka).

## Dějiny islámu

### Počátek a rozmach

Expanze islámského chalífátu v letech 622–750

Počátky islámu jsou spojeny s působením arabského proroka Mohameda († 632) na Arabském poloostrově. Klíčová událost je tzv. hidžra roku 622, kdy Mohamed se svými přívrženci přesídlil z Mekky do Medíny. Islám se do počátku 8. století rychle rozšířil do velké části Středomoří díky islámské expanzi, vojenských výbojů arabských vyznavačů islámu. V čele ummy, obce muslimů, po smrti Mohameda stanuli chalífové, kteří byli zprvu voleni. Již zde došlo k rozkolu islámu na přívržence chalífů pokrevně spřízněných s prorokem (šíité) a většinové sunnity. Později v čele chalífátu stanuli členové rodu Umajjovců (661–750) sídlící v Damašku a Abbásovců (750–1258), kteří přesídlili do Bagdádu. Odstředivé tendence v rámci rozsáhlé islámské oblasti se také projevily například vyhlášením samostatného córdobského chalífátu na Pyrenejském poloostrově nebo chalífátu fátimovského v severní Africe (Maghreb). Do uspořádání muslimského světa dále v 11. století zasáhl turkický rod Seldžuků, kteří prosadili nejvyššího světského panovníka, sultána (obdobu křesťanského císaře), zatímco pravomoci chalífy byly omezeny na oblast duchovní.

#### Rozkol
V původně jednotné obci věřících však již v polovině 7. století nastal rozkol v otázce nástupnictví, v pojetí nejvyšší nábožensko-politické hodnosti imáma a chalífy. Většina, později nazvaná sunnité (sunna), uznává právní moci volby prvních čtyř chalífů (Abú Bakra, Umara, Uthmána a Alího) i další vývoj za Umajjovců a Abbásovců. Podle nich má v čele obce stát chalífa volený předními muži z řad mekkánského vládnoucího rodu Kurajšá. Proti nim se postavili stoupenci Alího, arabsky nazývaný ší'at Alí – strana Alího (ší'a), podle kterých funkce imáma přísluší pouze prorokově rodině. Třetí frakci stanovila cháridža, která tvrdí, že imámem má být zvolen vždy nejzbožnější muslim bez ohledu na původ. Dnes tvoří sunnité asi 90% všech muslimů, ší'iti (včetně různých odnoží) asi 10% a cháridžovci tvoří pouze několik menších enkláv. V subsaharské Africe existuje bezkonfesní islám, jehož vyznavači se nehlásí výslovně k žádné z větví.

#### Sunna

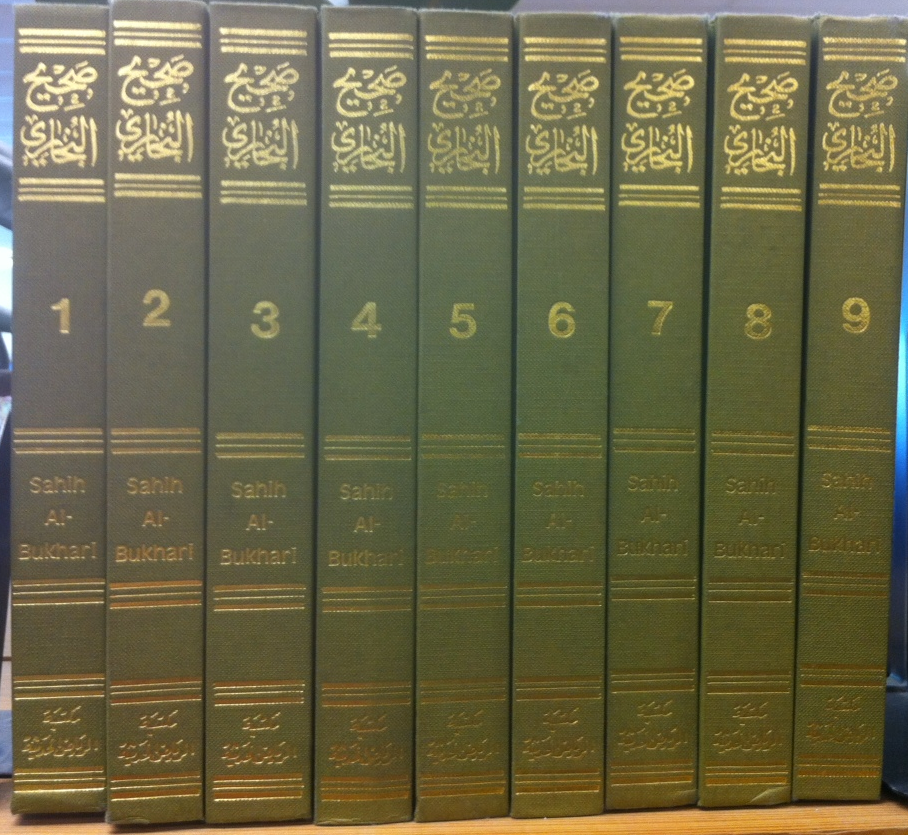
Sahíh al-Bucharí, jedna ze šesti sunnitských knih (Hadísů).

Po základním schizmatickém rozkolu obce věřících v otázce nástupnictví se za sunnity považovali všichni, kteří nesdíleli názor, že vedení obce by mělo zůstat v rukou přímých potomků Mohameda v rodové linii jeho zetě Alího a jeho manželky Fatimy, na nichž podle ší'y prochází Prorokovo božské posvěcení. Sunnité z principu obhajovali zachování nástupnictví v rodě Kurajšá a v roce 661 přijali jako fakt uchvácení politické moci rodem Umajjovců. Sunna se vyvinula v teologicko-ideologický model v odborné literatuře, nazývaný také islámská ortodoxie. Sunna tvoří konformistický státotvorný a zákonodárný proud v islámu, převažující na většině území Dár al-islám; je hlavním nepřítelem opozičních disidentských proudů a nežádoucích jevů.

#### Ší'a
Jedná se o druhý nejvýznamnější směr v islámu. Už během vlády třetího chalífy Uthmána (644-656) se jako reakce na jeho slabost a neúměrný vzestup členů jeho umajjovského rodu ozývaly hlasy volající po nápravě a uplatnění práv členy Prorokovy rodiny. Vražda Uthmána byla prvním velkým otřesem obce, který spory dále vyhrotil. Alí nedokázal využít příznivé situace a podlehl rozhodnosti pozdějšího umajjovského chalífy Muawíje, nakonec zemřel rukou stoupence cháridža. Také jeho synové Hasan a Husajn byli odstraněni, jeden úplatky, druhý vraždou. Postavení ší'y však obecně zůstalo poznamenáno okolnostmi počátku hnutí. Mocenskou i početní převahu získala sunna. Ší'a se většinou rozvíjela bez opory státní moci a byla ve všech svých odnožích považována za schizmatickou, heretickou a nežádoucí. Její vyznavači byli pronásledováni, což ještě více upevňuje víru ve vlastní pravdu a vedlo k pěstování odolnosti vůči všem protivenstvím, někdy ke specifickým formám boje, jindy k pasivitě. Také má několik odnoží, které se utvářely po odklonu od většinového směru.

#### Cháridža
Ti, kteří opustili Alího tábor po bitvě u Siffínu (657) a dali tak podnět k označení svého hnutí. Vyjadřovali nespokojenost s očividně světskou povahou, kterou nabyl boj o moc v muslimské obci. Vůdce obce, imám, má podle jejich názoru být volen výhradně podle náboženských a morálních stránek bez ohledu na původ. Pokud si neplní své povinnosti, má být sesazen. Jejich hnutí přitažlivé pro utlačované společenské vrstvy se sice početně rozšířilo, ale v prvních stoletích prošlo řadou krvavých srážek a rozštěpilo se do několika sekt, které pak v dalších stoletích hrály spíše okrajovou roli.

### Středověk

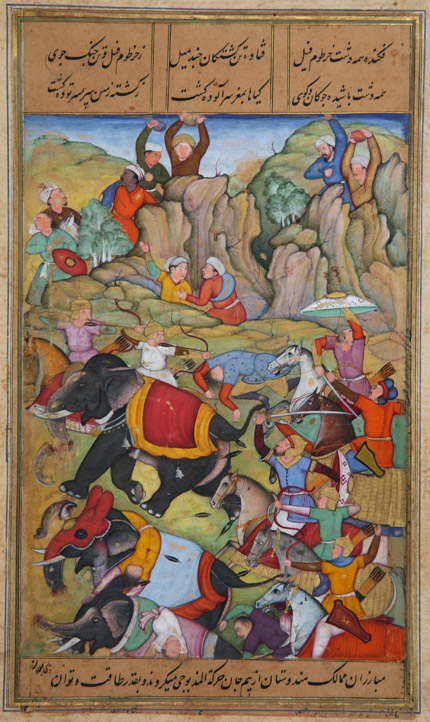
Tamerlán vítězí v bitvě o Dillí. Při jeho výbojích a válkách proti nevěřícím zahynuly miliony lidí.

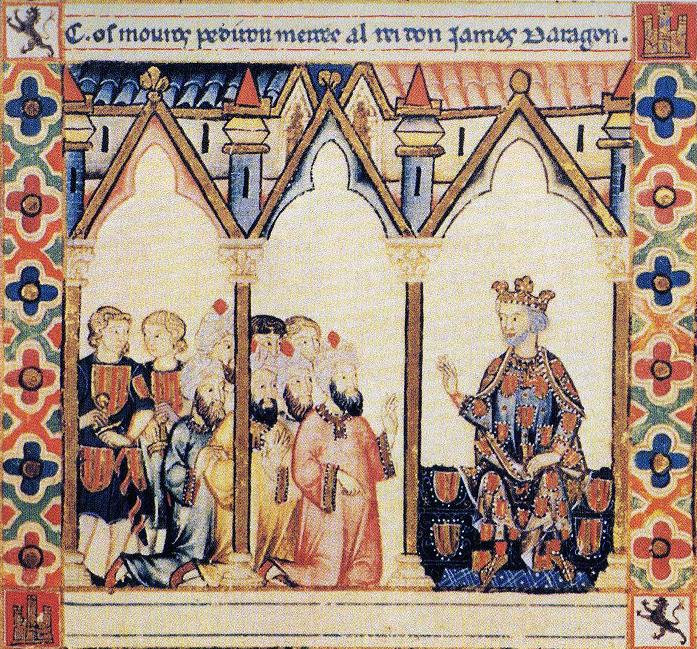
Maurští poddaní krále Jakuba I. Aragonského. Potomci Maurů Moriskové byli vyhnáni ze Španělska na počátku 17. století

V období od 11. do 15. století se islámský svět již nevyznačoval expanzivní dynamikou a formovaly jej rozhodujícím způsobem nearabské vlivy. V západním Středomoří po rozpadu Córdobského chalífátu to bylo postupné dobývání Pyrenejského poloostrova křesťanskými vojsky (jimi nazývaná reconquista, znovudobývání), kterému nezabránilo ani sjednocení oblasti pod vládou berberských Almorávidů a Almohadů. V Egyptě, Sýrii a přilehlých oblastech po Fátimovcích převzal vládu kurdský Saladin, zakladatel dynastie Ajjúbovců, které v polovině 13. století vystřídal Mamlúcký sultanát s vládci z kasty elitních otroků. Do vývoje východního Středomoří také zasáhly křížové výpravy, dvě století trvající snaha křesťanských vojsk o získání území Svaté země. V severovýchodní oblasti islámského světa hráli nejvýznamnější roli turkičtí vládci. Do konce 12. století to byla Seldžucká říše, která mimo jiné expandovala na úkor Byzantské říše, dočasně také například východněji položená Chórezmská říše. Od konce 13. století se zde začali prosazovat Osmané, kteří expandovali až na Balkán a roku 1453 dobyli Konstantinopol, čímž nejen zanikla Byzantská říše, ale také se islám rozšířil na práh Evropy a západokřesťanského světa. Do této oblasti také dočasně, ale velmi výrazně zasáhly výboje mongolských dobyvatelů, zejména Čingischán, který vyvrátil Chórezmskou říši a islám vyznávající Tamerlán, který na začátku 15. století dočasně oslabil Osmanskou říši.

### Novověk
V období od 16. století se rozsáhlé islámské oblasti dostaly pod správu velkých říší. V oblasti východního Středomoří to byla osmanská říše, v oblasti Persie říše Safíovských šáhů a na indickém subkontinentu Mughalská říše. Později se některé oblasti dostávaly pod správu koloniálních mocností včetně oblasti Blízkého východu po rozpadu osmanské říše po první světové válce.

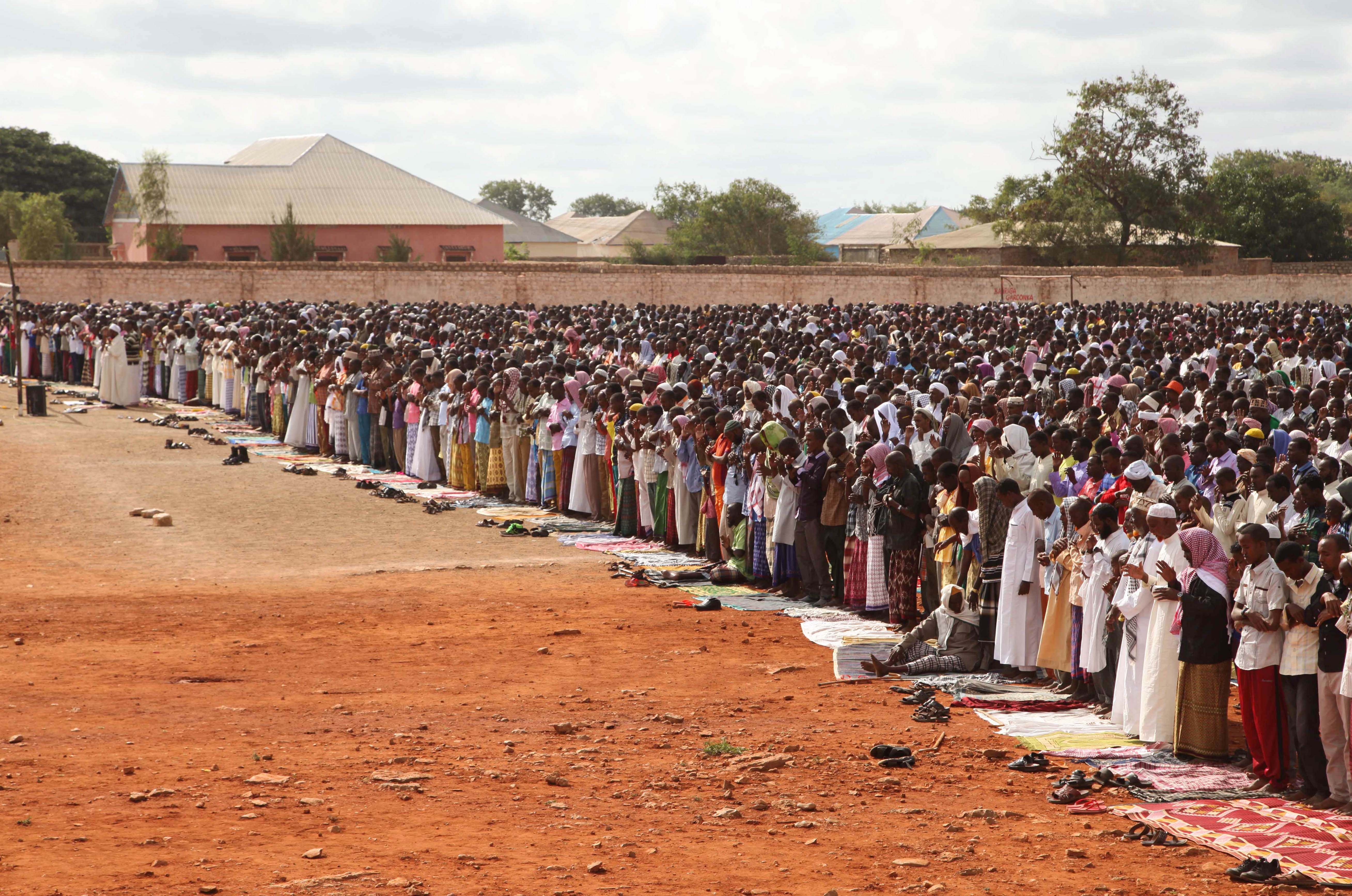
Věřící při modlitbě v Somálsku

### Moderní dějiny
Ve 20. století počet muslimů stoupl z 200 milionů v roce 1900 na 551 milionů v roce 1970. Na počátku 21. století populace muslimů dosáhla přibližně 1,6 miliardy. Demografická studie agentury Pew Research Center předpovídá, že v roce 2050 vzroste počet muslimů na 2,8 miliardy a budou tvořit přibližně 1/3 světové populace.
Islám je nejrychleji rostoucím náboženstvím v Evropě a muslimové tvoří okolo 25 % obyvatel v Marseille, v Rotterdamu nebo v Bruselu.

## Věrouka

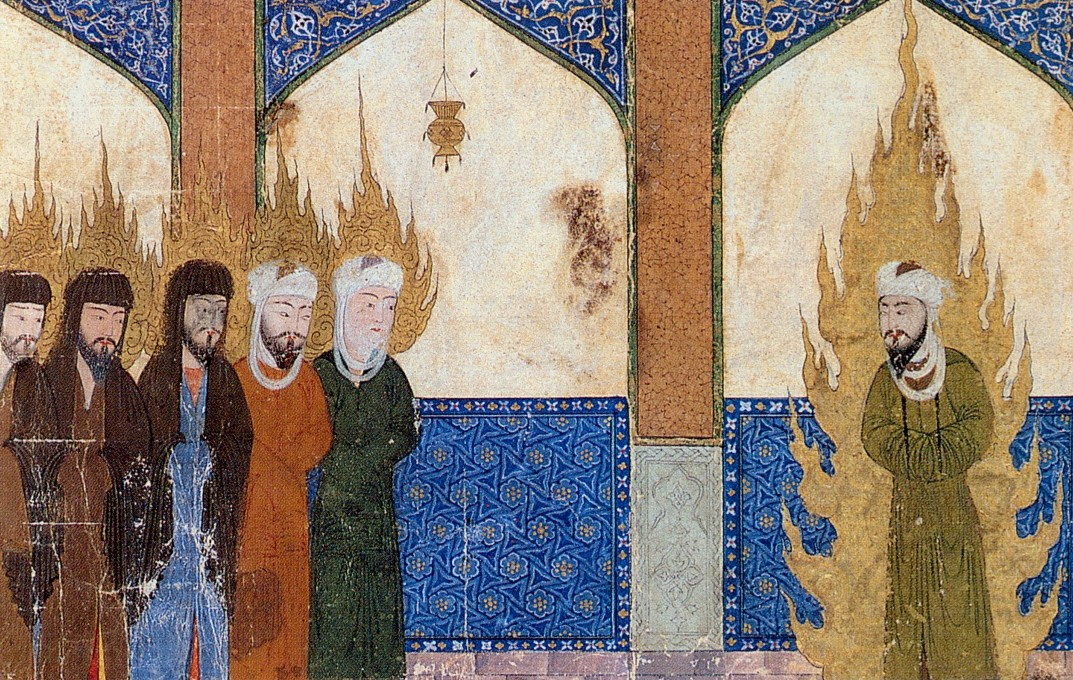
Mohamed vede Abraháma, Mojžíše a Ježíše

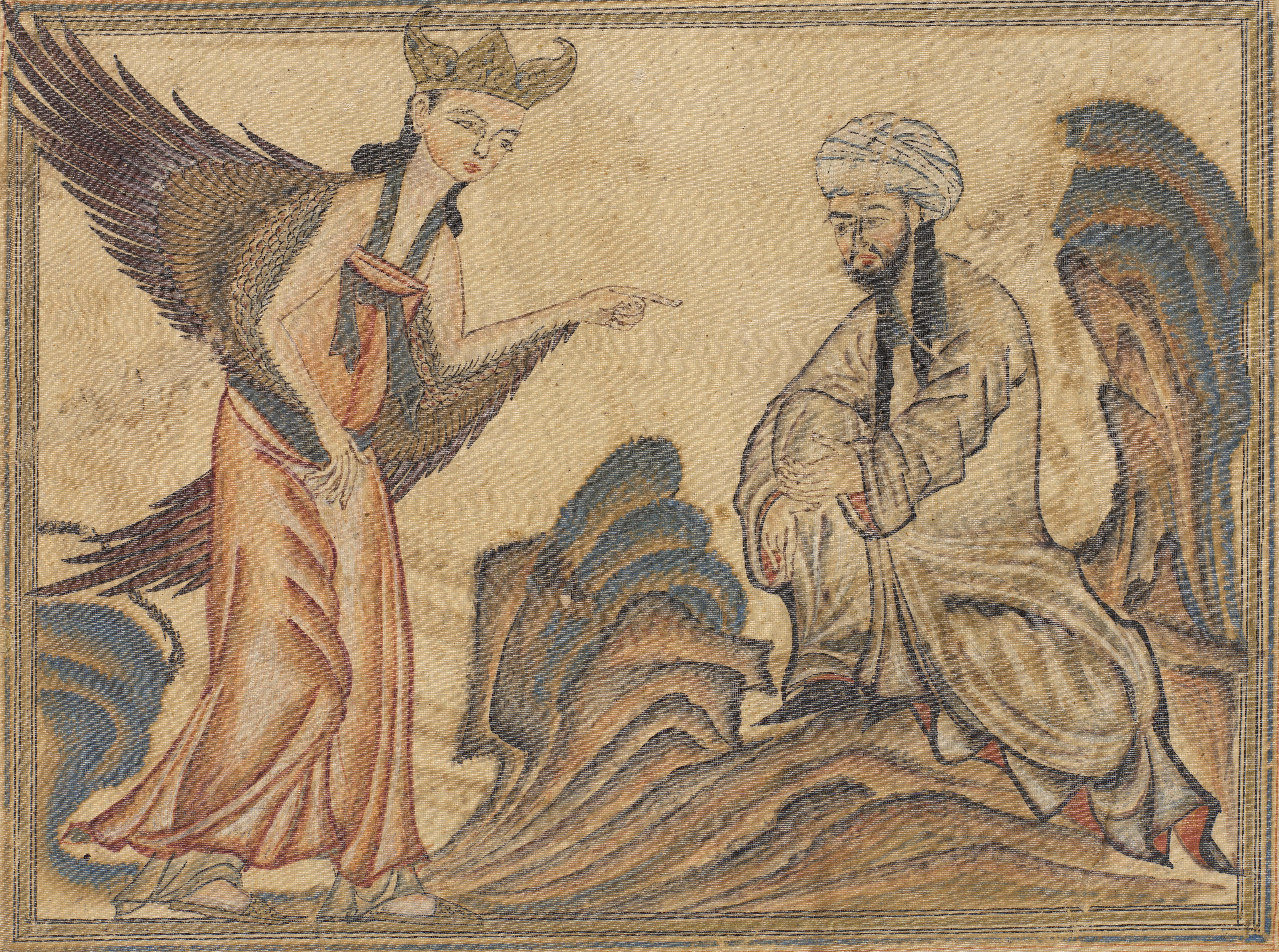
Muslimové věří, že súry Koránu diktoval Mohamedovi archanděl Gabriel

Základní islámská věrouka klade důraz na přímý osobní vztah člověka s jediným existujícím Bohem Stvořitelem. Důležitý je vysoký morální standard a poměrně pevný životní řád, vyjádřený přesně formulovanými představami o světě a člověku a závazným systémem právních vztahů k Bohu a norem interakce ve společnosti (šaría). Propůjčuje relativně shodné kulturní rysy většinově náboženským společnostem i menšinovým komunitám. Islámská věrouka je založena na pěti základních pilířích: nauka o jedinosti boží (tauhíd), nauka o prorocích (anbijá), nauka o andělech (malá'ika), nauka o soudném dni (Jaume al-kijáma) a trestu za hříchy a nauka o predestinaci (al-káď wa'l-kadar).
Islámská kosmologie spočívá v učení, že Bůh stvořil svět a člověka a zvěstoval lidem svou vůli prostřednictvím proroků. K těm počítá velké postavy Starého i Nového zákona: významný jsou Núh (Noe), Ibrahím (Abrahám), jeho synové Ismá'íl (Izmael) a Ishák (Izák), Músá (Mojžíš), Dawud (David), Sulajmán (Šalomoun), Jahjá (Jan Křtitel) a Ísý (Ježíš Kristus). Písmo islámu Korán uvádí také tří proroky staroarabské tradice Húda, Sáliha a Šu'ajba. Lidé ale učení proroků a poslů, kteří přinášeli zjevenou knihu (Bible, Tóra) odmítali nebo pokřivili. Proto byl Mohamed vybrán za "pečeť proroků" (chata al-anbijá), aby zvěstoval konečné zjevení – Korán (arab. Al Kur'án al-Karím, dosl. Vznešené čtení), které již nebude pokřivené. Arabové, kterým byl korán zjeven, se příště mají ubírat po přímé cestě víry v jediného Boha a její odpovídající etiky a mají pro islám získat celé lidstvo.

## Teologie
Islámská teologie a právní systém byly přepracovány hlavně v 8.-12. století. Ústředním teologickým pojmem je jednota boží (tauhíd), nejtěžším hříchem a herezí je přidružovat k Bohu jiná božstva nebo objekty náboženské úcty (širk), odpadlictví od víry (irtidád), úmyslné rozvracení obce a státu (Fitna), cizoložství (Zina) a krádež nad stanovené minimum. V otázkách jedinosti Boha je normativní klasický islám striktní. Odmítá dualismus nebo prvky gnóze, křesťanské učení o Trojici i Ježíšově synovstí Božím; uctívá ho pouze jako významného proroka syna panenské matky Marjam a tvůrce zázraků. Nezná ani instituci církve a kněžstva. Za organizační formu pokládá stát. Duchovenstvo představují náboženští vzdělanci (Ulam), hlavně vykladači a tvůrci práva (fukahá).
Hlavní věroučné spory vyvolal v 9. století racionalistický teologický proud mu'tazila. Ortodoxní řešení prosadil v 10. stol. al-Aš'arí, "středovou" polohu sunnitského islámu teoreticky dotvořil Al-Ghazálí, který smířil nepružné a rigidní myšlenky ortodoxie s racionalitou a umírněnými postuláty mystiky. Oživení islámské teologie a právního myšlení přinesl od konce 19. století islámský reformismus (al-Afghan, Abduh, Rida), na který navazují různé proudy islámského modernismu a fundamentalismu.

## Právo

Šaría v různých zemích
Země s muslimskou komunitou, kde však šaría nemá vliv na soudnictví.
Právní systém je sekulární, šaría se však používá ve věcech osobního statusu.
Plně se uplatňuje šaría (jak ve věcech osobního statusu, tak v trestním řízení).
Různě v různých částech země.
(Osobní status zahrnuje manželství, rozvod, dědictví, péči o děti a pod.)

Náboženské právo – Šaría – ztělesňuje ve struktuře islámu souhrn Božského pořádku přikázaného lidstvu, neproměnný morální Zákon. Charakterizuje islám ještě výrazněji než soustava dogmatické teologie. Muslimští učenci označují někdy své náboženství za jednotu dogmata (aqída), práva (šaría) a kultury (Hadar). Právní systém přitom fakticky zahrnuje i celou dogmatiku do zákonné povinnosti víry, prvního z pěti pilířů. Obsahuje celou oblast vztahů člověka k Bohu (ibádát) i k druhým lidem (mu'ámalát) a prostupuje celý způsob života. V podrobných rozpracovaných kazualistikách se šaría zároveň stává vyčerpávající soustavou zákonů a kvalifikací vztahů a činů i východiskem pro morální filozofii.
Vědní obor islámského práva (usúl al-fiqh) se zabývá prameny práva a metodami, kterým se z těchto pramenů odvozují právní normy. Pojmem fiqh označujeme znalost konkrétních norem, resp. masu práva získanou z pramenů na základě metod nalézání a odvozování norem. Fiqh je tedy produktem usúl. K pramenům islámského práva je řazen Korán,  hadísy (resp. sunna) a idžmá, podle školy či autora pak další prameny jako předchozí zjevené práva, názory resp. Fatwy druhů Prorokových, veřejný zájem (maslaha ) a další.
K tvorbě právních norem se používají spekulativní metodické postupy (analogie, konsensus). Patřily sem i další postupy jako dočasné využití staroarabského zvykového práva (adát) nebo právní normy Byzance či Persie. Méně známou metodou byla tzv. amelioracie (sitihsán, istisláh) – reforma či vylepšení předchozí právní normy, jejímž cílem bylo zajistit princip obecného blaha (al-maslaha al-'ámma). Obecním metodologickým postupem zahrnujícím všechny výše zmíněné postupy byl princip idžtihád – právo samostatného úsudku a volné interpretace jevů s přihlédnutím k základním textům.
Islámské právo je souborem Bohem zjevených pravidel, které musí zbožný muslim dodržovat, má-li řádně plnit své náboženské povinnosti. Svou platnost a legitimitu šaría odvozuje od svého božského původu – je manifestací vůle Všemohoucího, nezávisí na autoritě jakéhokoli pozemského zákonodárce nebo jednotlivce. Islámské právo je stejně jako Korán nestvořené.
Jako zvláštní druh se vyděluje trestní právo (uqúbát), které vypočítává zakázané resp. nevhodné činy a za překračování zákazů stanoví systematicky rozpracovaný soubor trestů. Lidské skutky se v šaríi dělí na pět kategorií: povinnosti (fard, farid), činy bohulibé (mandúb, mustahabb), činy indeferentní (mubáh), činy Bohu odporné (makruh) a zakázané (harám).

### Porovnání se západním právem

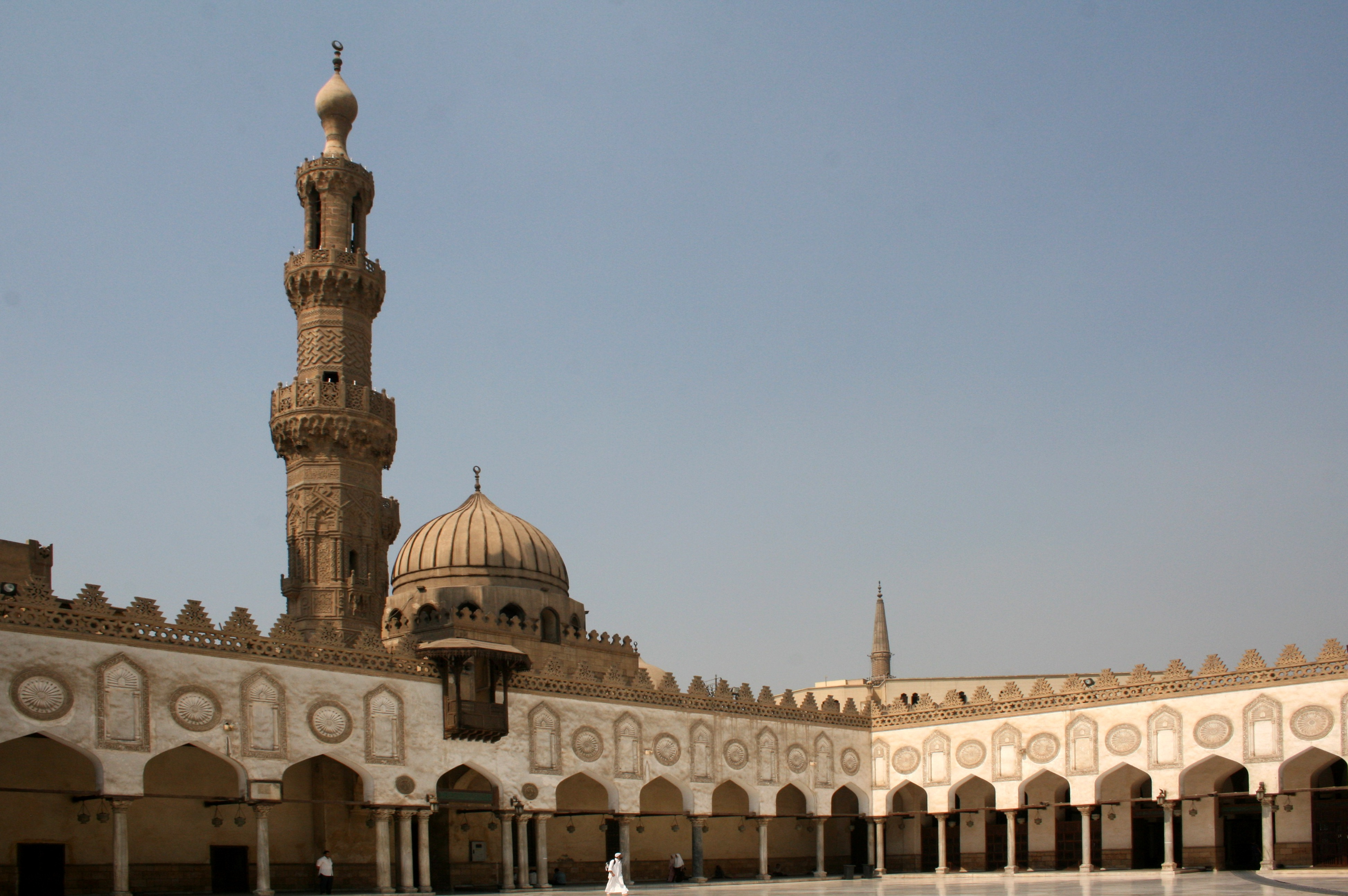
Mešita al-Azhar v Káhiře je nejvyšší teologickou autoritou v Egyptě

V západním pojetí je právo projevem vůle zákonodárce (panovník, lid, volení zástupci lidu). Právo je zde závislé na historickém vývoji, měnících se potřebách a přáních společnosti. Také morální a etické normy umísťované do právního řádu podléhají změnám etického a morálního povědomí společnosti. Právo je možné přizpůsobovat a měnit podle vůle zákonodárce a rozhodující pro tvorbu nebo formulování norem není absolutní „správnost“, ale dobové představy zákonodárce o tom, co je správné a hlavně vhodné a výhodné pro společnost.
Oproti tomu bylo islámské Boží právo podle islámské věrouky dané člověku jednou provždy – společnost se sama musí přizpůsobit právu, spíše než aby vytvářela své vlastní zákony jako odpověď na stále se měnící problémy běžného života. Islámská právní teorie uznává, že Boží zjevení nebylo sesláno v zcela přístupné, srozumitelné a systematizované formě a bylo třeba vyvinout úsilí islámských právníků, aby byl získán a formulován plný rozsah práva na základě jím uznaných pramenů a aby mohlo být toto právo v praxi použito. Toto úsilí však nesměřovalo k vytvoření nových právních norem, ale jakoby k objevení, pochopení a formulaci práva, které již existuje.
Pojem islámského práva je abstrakce. Neexistuje obecné islámské právo. Tento pojem se inherentně může dost výrazně lišit podle toho, zda jde o právo sunnitské nebo šíitské, a pokud jde o převládající právo sunnitské, najdeme rozdílné názory nejen mezi jednotlivými právními školami, ale rozdílné názory na řešení některých otázek existují i v rámci těchto škol.
Muslimové usilují o to, aby islámské právo upravovalo vztahy mezi všemi, kteří se hlásí k islámu, bez ohledu na to, na území jakého státu žijí. Islámské právo jako právo určité náboženské skupiny tedy vychází z principu personality, vztahuje se na všechny muslimy a v celém rozsahu pouze na ně. Pokud jsou islámské moci podřízení i nemuslimové, hlavně křesťané a židé, vztahují se na ně buď zvláštní normy, např. předpisy upravující placení daně z hlavy (džizja) nebo daně z půdy (charadž) namísto náboženské daně (zakát) závazné pro muslimy nebo jsou podřízeni jurisdikci vlastních, tj. rabínských nebo církevních tribunálů, hlavně v oblasti soukromého práva. Úsilí dnešních islámských radikálů plošně zavádět islámské právo na územním principu s platností pro všechny obyvatele tam žijících, na místo obecně platného práva je inovace ovlivněná – i když to zní paradoxně – právními systémy moderního, územně vymezeného státu s jednotnou legislativou pro všechny občany, tedy v islámu koncepcí nepůvodní, nehistorickou a klasickému islámskému právu cizí.

### Právní školy

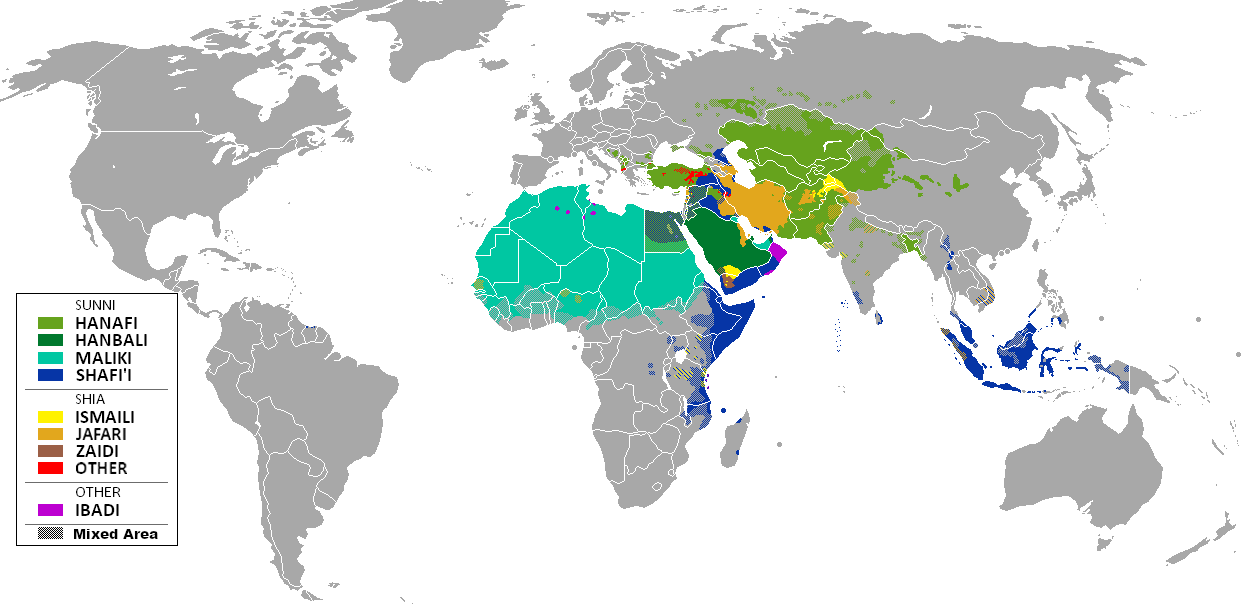
Hlavní islamské právní školy

V sunnitském islámu se do současnosti uchovaly čtyři právní směry (mazhaby): hanífovský, málikovský, šáfi'ovský a hanbalovský. Ší'iti mají vlastní právní systém, který je postaven na vlastních textech prorocké tradice (achbár), někdy se označuje podle 6. imáma jako dža'farovský.
V sunnitském islámu představují čtyři zmíněné mazhaby již několik století obecným konsensem přijímanou pluralitu pravd v rámci jediné ortodoxie. Rozdíly mezi jednotlivými školami a nejednotnost názorů uvnitř jednotlivých škol mají původ jednak v uplatňování svobodného úsudku jednotlivých učenců, dále v místním zvykovém právu a lokálních právních tradicích a doktrínách, významné jsou i rozdílné metody práce s právními prameny resp. názory na to, co pramenem práva je, co není a jaká je hierarchie těchto pramenů.

##### Živé, existující právní školy

###### Hanífovský mazhab
Hanífovský mazhab převládal v oblastech, které byly součástí Osmanské říše (od roku 1912 i v Rakousko-Uhersku) a v Indii, dále v Mogulské říši. Svůj název nese po zakladateli, abú Hanífovi (zemřel 767).

##### Málikovský mazhab
Málikovská škola je dominantní v severní Africe a saharské oblasti, Střední Asii a na Kavkaze. Jeho zakladatelem byl nástupce a žák abú Hanífy, Málik bin Abbás (zemřel 795).

##### Šáfi'ovský mazhab
Šáfi'ovský mazhab se ujal hlavně v Egyptě a některých oblastech Arabského poloostrova, hlavně však v Malajsii, Indonésii a na Filipínách. Zakladatelem byl Muhammad bin Idrís aš-Šáfi'í (zemřel 820), žák Málikův.

##### Hanbalovský mazhab
Hanbalovský (nejpřísnější) mazhab se ve středověku neprosadil, ale byl reinterpretován a oživen Ibn Tajmíjem a stal se inspirací pro legislativu wahhábistů na arabském poloostrově. Založil jej Ahmad ibn Hanbal (zemřel 855) v Bagdádu. Sám pořídil vlastí sbírku hadíthů zvanou Musnad. Klade důraz na právo na vlastní úsudek a tradici a výklady Prorokových druhů.

#### Zaniklé právní školy

##### Džarírí
Krátce existující sunnitská právní škola, kterou založil Muhammad at-Tabarí.

##### Záhirí
Založil jej v Bagdádu Abú Sulajmán Dáwúd (zemřel 884). Kladl důraz na zjevný (záhir) smysl textu Koránu. K dalším představitelům patřil ibn Hazm (zemřel 1064).

##### Džá'farí
Šíitský mazhab, oficiální právní škola v Íránu.

##### Ibádovský mazhab
Nazván podle údajného zakladatele Abdulláha bin Ibád, který se kolem roku 685 rozešel s cháridžovskými extremisty zvanými azraqíja. 

Tato právní škola uznává několik stavů obce věřících: projevení (živoucí obec pod vedením imáma), obranu (boj za uchování víry), oběti (za víru) a skrytost, nicméně i v období skrytosti se shromažďují obce věřících a sbor duchovních přijímá rozhodnutí až po širším projednání v obci. 
Nové přístupy k právu přinesl pod tlakem evropského osvícenství a kolonialismu až reformismus v 19. století. V 20. století se rozvinuly rozhořčené diskuse o povaze šaríi, její místa v moderní době a míře její reinterpretace. Do těchto diskusí se zapojovaly jednak konzervativnější kruhy Ulam, jednak kazatelé a aktivisté fundamentalistických struktur, kteří zpravidla požadují zavedení "původní šaríi" (aš-šaría al-Asilů) o to urputněji, oč méně jsou kompetentní ji rozvíjet. Pro fundamentalisty se jedná o základní požadavek bez ohledu na odlišnosti vyplývající z teritoriálních nebo kulturních specifik.

### Právníci
Vzhledem k vývoji islámského práva jsou postupně zmíněni v kapitole Islám#Právní_školy.

### Etiketa a dieta
K označení jídla, které je povoleno konzumovat, se nejčastěji užívá označení halal, tento termín však šířeji znamená "vše, co je (podle práva) dovoleno". Protikladem tohoto slova (v onom širším smyslu) je haram.

### Rodinné právo
Muslimská rodina je patriarchální a patrilineární. Manželství se uzavírá smlouvou a například svědectví jednoho muže může být vyváženo svědectvím dvou žen. Na druhou stranu ale rodinné právo obsahuje řadu ustanovení, která ženy chrání. Například muž se může postupně oženit až se čtyřmi ženami, musí je ale všechny materiálně zabezpečit. 

Rozvod je v islámu možný, muž třikrát pronese výrok "Zapuzuji tě", v praxi však nabývá účinnosti až po uplynutí lhůty jednoho měsíce, aby se zamezilo unáhlenému jednání, kterým by hlavně žena byla poškozena. Rozvedená žena se nesmí během této lhůty znovu provdat a naopak muž má k ní stále vyživovací povinnost.

### Islám a stát
Šaría je dnes uplatňována ve většina islámských zemí jen v oblastech rodinného a dědického práva, ve zbylých oblastech země zavedly (nebo od bývalých koloniálních správců převzaly) občanské zákoníky.

### Islám a jiná náboženství dle práva
Abrahamovská náboženství mají v islámských zemích zvláštní postavení. Tzv. lid knihy ('ahl al-Kitáb) je zároveň lidem chráněným ('ahl al-dhimma), muži nemusí sloužit v armádě, namísto zakátu platí daň z hlavy (džizja) a z pozemků (charádž). Za to se tedy židům a křesťanům má dostávat ochrany.

### Pět pilířů islámu

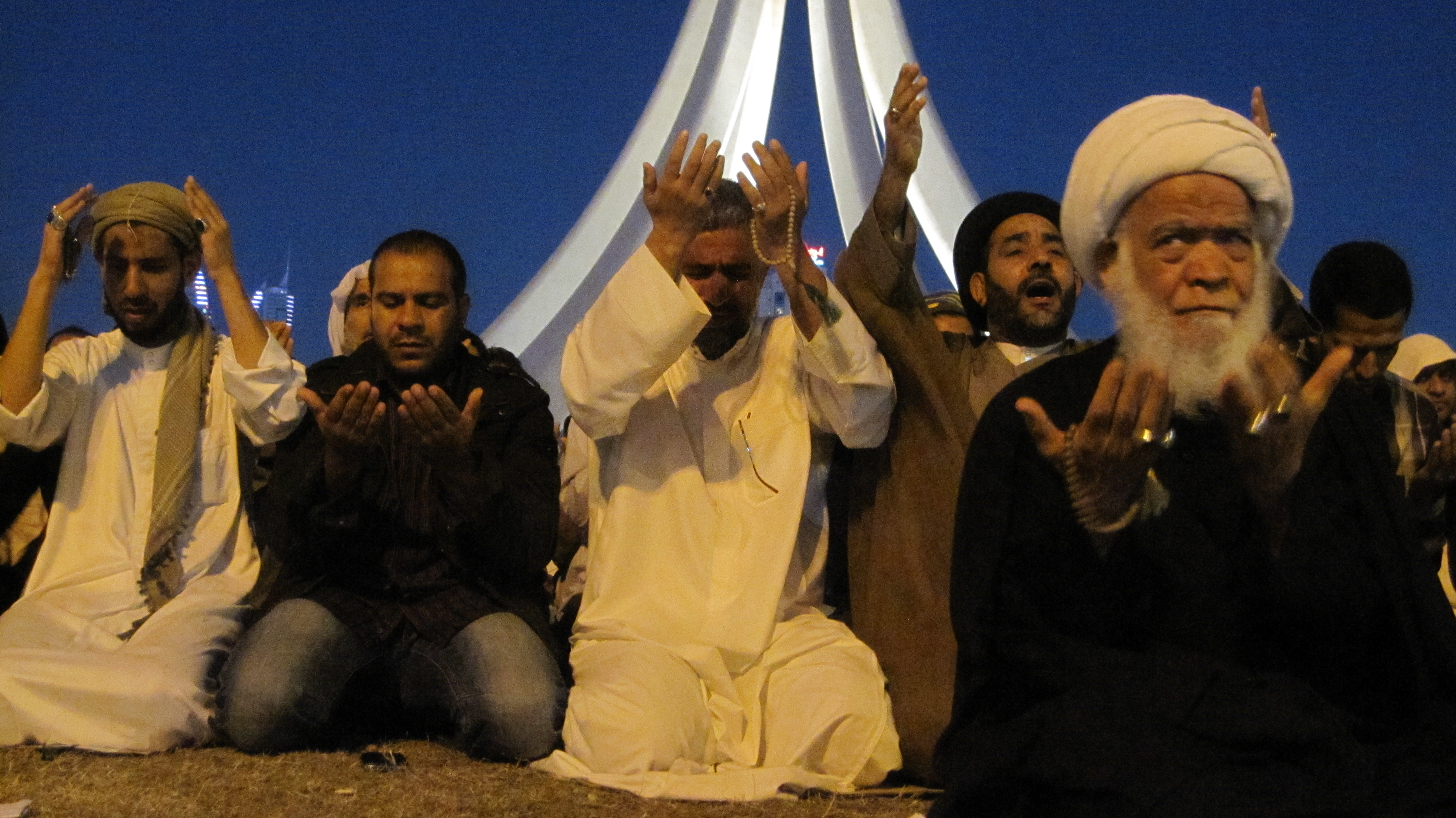
Modlící se muslimové v Bahrajnu

Zásadní význam má pět povinností, které muslimské učení souhrnně označuje za pět sloupů nebo pilířů náboženství (arkán ad-dín). V souladu s tradicí se dodnes pokládají za nejpodstatnější znaky příslušnosti k islámu.
1. vyznání víry (šaháda) – víra v jedinost Boží a božské poslání Mohameda
2. modlitba (salát, per. namáz) – pětkrát denně s směrem k Mekce
3. předepsaná almužna (zakát, sadaka) – 2,5 % čistých ročních zisků ve prospěch nižších sociálních vrstev; později se z něho stala náboženská daň, pak tyto prostředky bylo možno použít nejen charitativně, ale i k zajištění chodu muslimské obce, dokonce i k financování válek
4. půst v měsíci ramadán (saum, sawm) – v měsíci Ramadánu od úsvitu do soumraku
5. pouť do Mekky (hadždž) – jednou za život, umožňuje-li to finanční situace a zdravotní stav muslima

V právnických knihách se celý okruh ibádát zpravidla přebírá hned na počátku a jednotlivým "pilířovým" povinnostem jsou věnovány samostatné rozsáhlé kapitoly. Namísto obsahu víry, který je předmětem teologie, právní kompedie však rozebírají zpravidla nejdříve pojem rituální čistoty Tahar. Dále následují salát, zakát, saum a hadždž. Navíc se do tohoto souboru často připojuje ještě svatý boj (džihád).

#### Vyznání víry (šaháda)
Termín znamená „svědectví“ nebo „stanovení předmětu“, v moderní arabštině také „vysvědčení“ nebo „certifikát“; ve specifickém náboženském významu poté „vyznání víry“. Islámská šaháda zní: „Ašhadu an lá ilaha illa-l-Láhu wa Muhammadan Rasúlu-l-Láhi“ (arab. لا إله إلا الله ومحمد رسول الله‎), česky: „Není boha kromě Boha a Mohamed je Posel Boží.“ Toto krátké vyznání svou první částí řadí islám k monoteistickému náboženství a dále poukazuje na Mohamedovo prorocké poslání, čímž zahrnuje víru ve zjevený Korán. Pokud se chce nevěřící stát muslimem, musí pronést šahádu, dnes zpravidla před významným islámským činitelem. Stačí ji však vyslovit v přítomnosti dvou svědků a pořídit úřední záznam. Při tom je samozřejmě důležitá upřímnost a poctivost záměru.

#### Modlitba (salát)

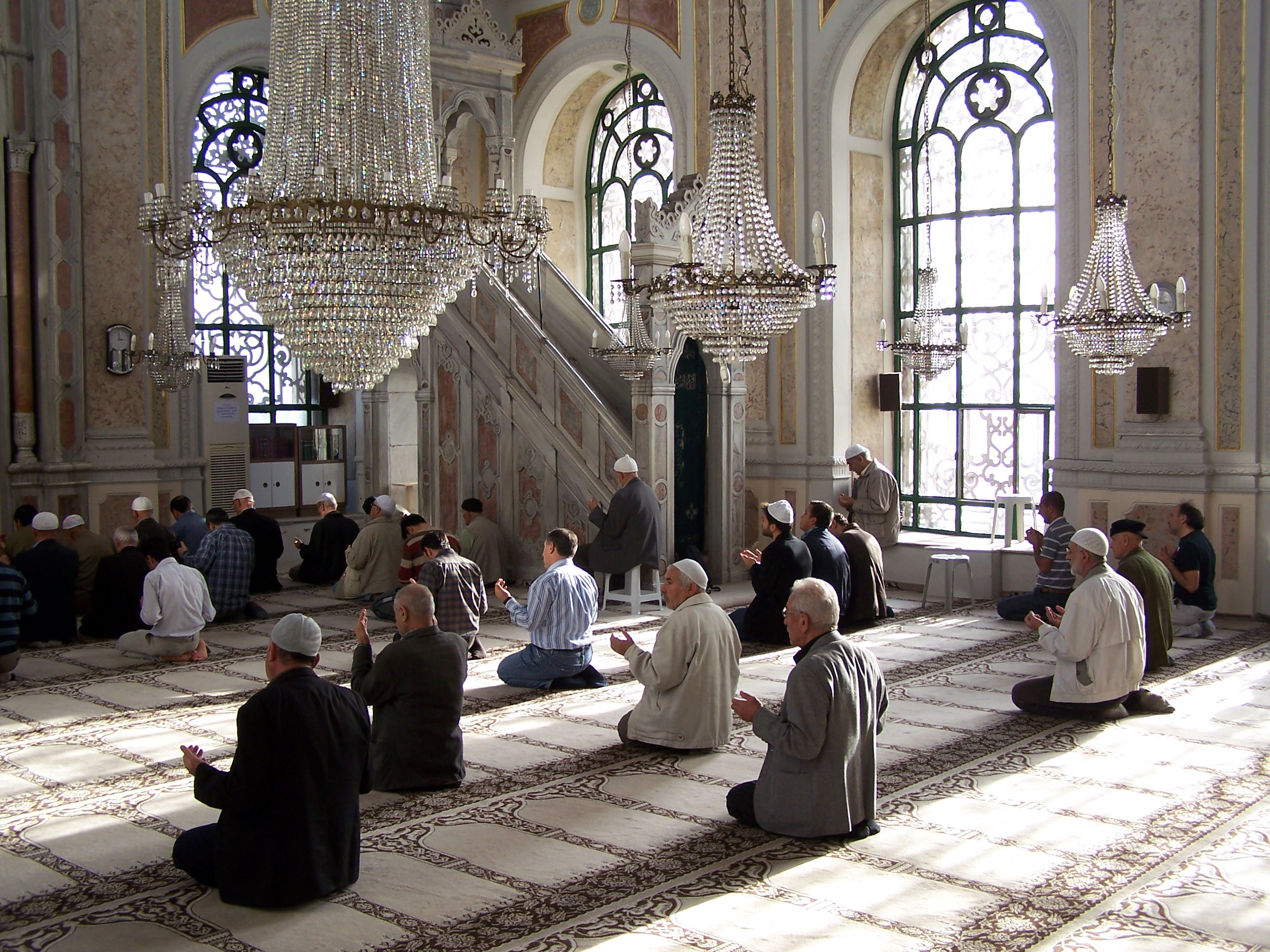
Věřící v mešitě v Istanbulu v Turecku

Představuje hlavní, každodenní povinnost muslima. Jako pokorný, čistě bohabojný projev nemůže být spojována se snahou vyprosit si od Boha cokoliv jiného než správné vedení. Prosebnou modlitbu, bližší křesťanskému pojetí, islám označuje termínem du'á. Ta je projevem čistě soukromým a není vázána žádnými předpisy. Závaznou povinnost vůči Bohu představuje pouze modlitba salát, kterou je třeba provádět podle tradice a bez ohledu na místo a národnost věřících vždy pouze v arabštině. Modlitba je platná pouze tehdy, pokud jsou splněny stanovené podmínky: čistota těla, čistota místa a oděvu, náležité oblečení, zaujetí správného modlitebního směru, znalost modlitebních časů a zbožné předsevzetí. Modlitba je určena relativně přesnou právní normou, v detailech se modlitba liší podle právního mazhabu.

#### Předepsaná almužna (zakát)
Instituce povinné almužny či náboženské daně určené na obecně prospěšné a dobročinné účely se v medínské obci vyvíjely postupně. Důraz na záslužnost dobročinnosti provázel islámské učení od samotného počátku. Almužna se proměnila na daň hned po Mohamedově smrti spolu s rozmachem centralizované státní moci chalífátu. Tradice připisuje pravověrným Chalífům podrobné fiskální nařízení, které právní věda s drobnými rozdíly podle jednotlivých právních škol kodifikovala. Podle klasického práva se zakát odvádí každoročně z určených druhů majetku, pokud překračují stanovenou hranici. Později zakát splynul se státními daněmi a ztratil bezprostřední charitativní smysl. Přesto si zakát ve vědomí širokých vrstev věřících muslimů uchoval svou tvář jednoho z pilířů náboženství.

#### Půst v měsíci ramadán (sawm, sijám)

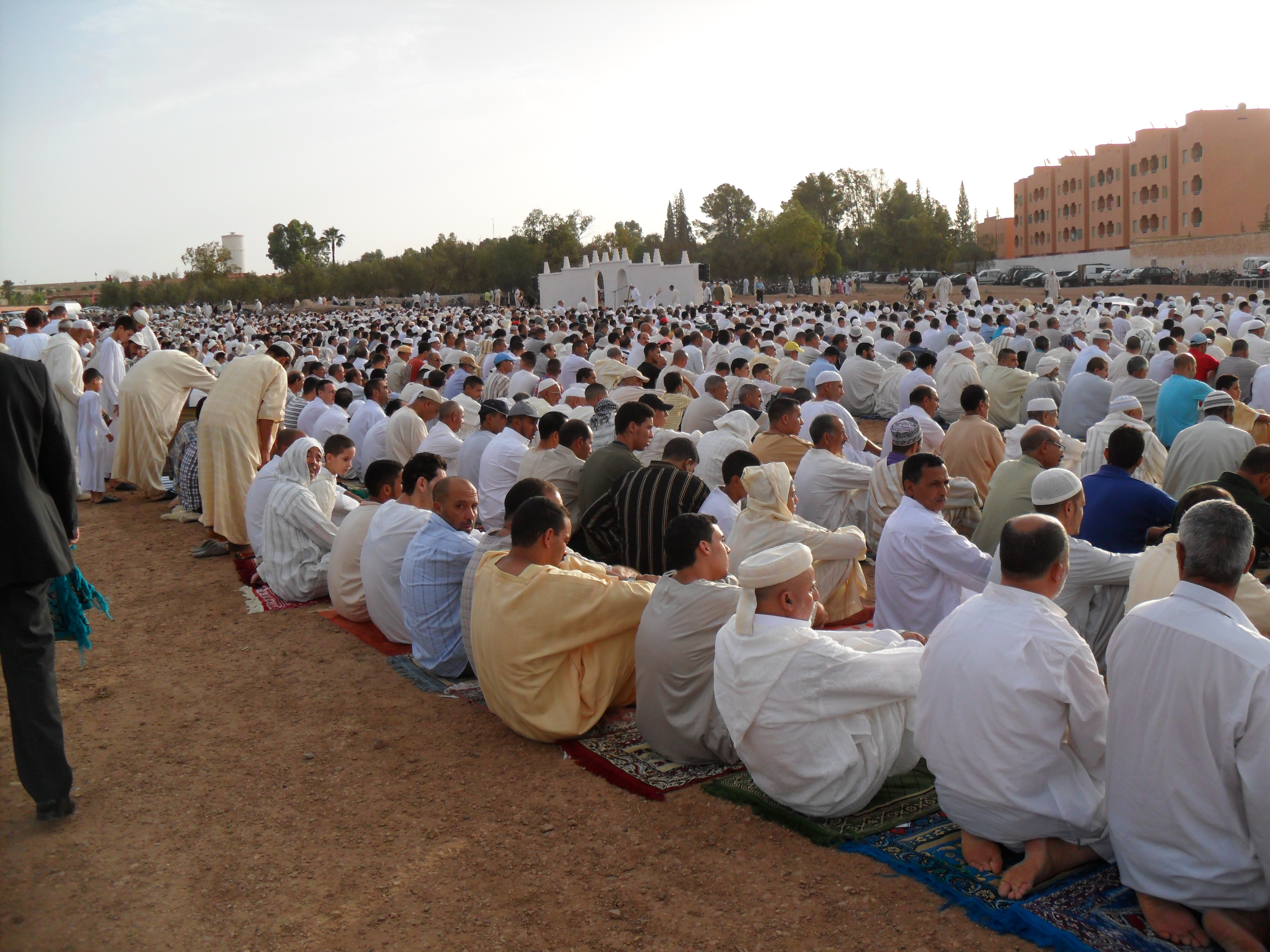
Svátek přerušení půstu v Maroku

Třicetidenní půst v měsíci ramadán zavedl Mohamed v Medíně na jaře roku 624 namísto jednodenního půstu, který připomínal starší, židovský vzor. Půst od jídla a pití platí pouze pro denní dobu. Povinnosti jsou zbaveni staří lidé, nemocní, těhotné a kojící ženy, ti, kteří konají těžkou fyzickou práci a lidé na cestách. Během půstu se mají věřící také vyvarovat neshod, násilí, neslušných řečí a pohlavního styku. Člověk se má během dne chovat bohabojně a má konat dobro. Součástí ramadánu jsou noční rodinné slavnosti. V současných poměrech je dodržování půstu všemi obyvateli nemožné vzhledem k chodu hospodářství a bezpečnosti státu.

#### Pouť do Mekky (hadždž)

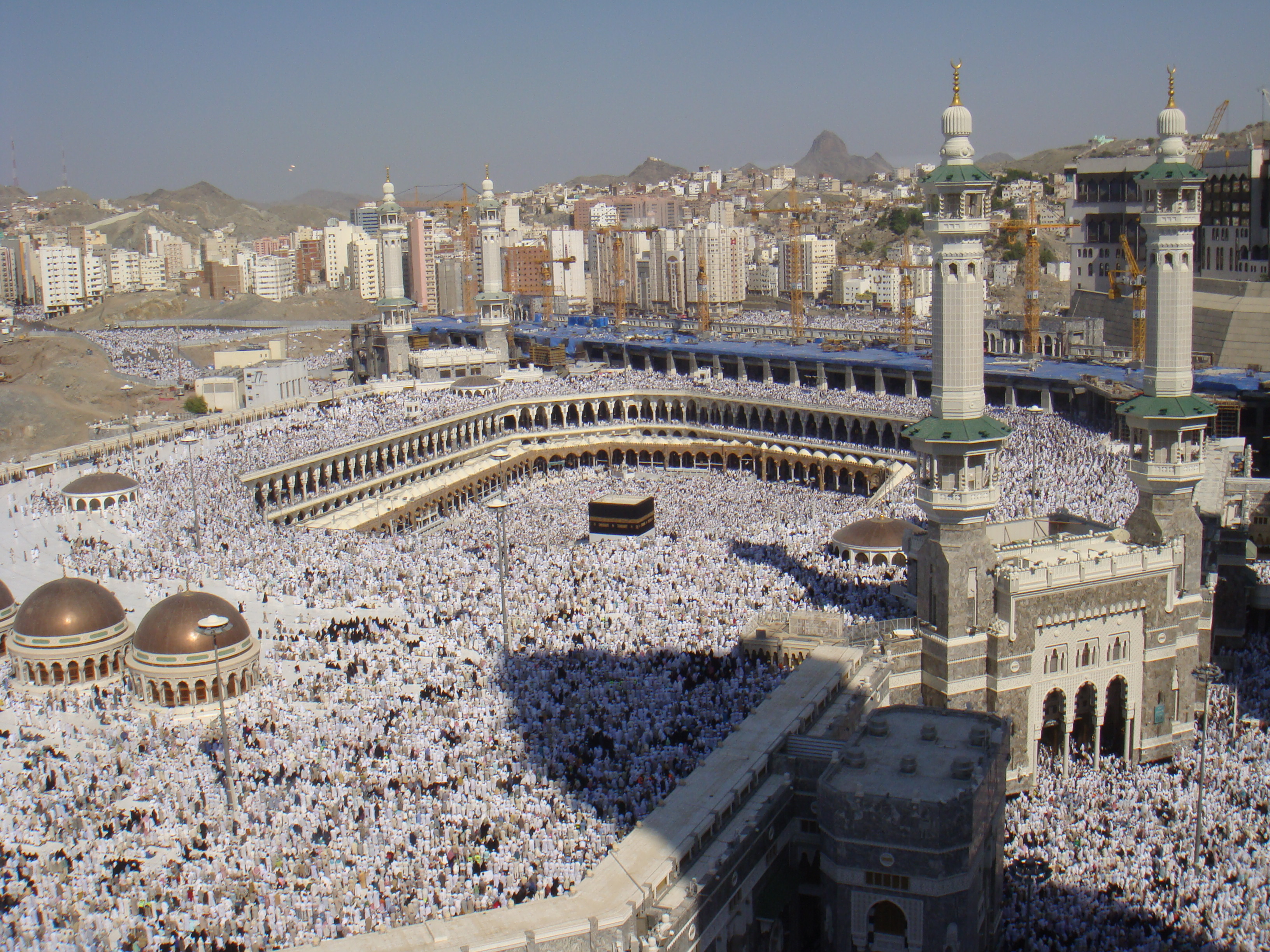
Posvátné místo všech muslimů – mešita al-Masdžid al-Harám v Mekce a svatyně Kaaba

Povinnost vykonat alespoň jednou za život pouť do Mekky ukládá všem dospělým muslimům, mužům i ženám, koránský příkaz (3:97). Povinnost platí pro každého, kdo je tělesně a duševně zdravý a má prostředky nutné pro cestu. Ten kdo se vydává na pouť má nejdříve doma všestranně uspořádat materiální poměry, zaplatit případné dluhy a zabezpečit rodinu po dobu své nepřítomnosti a zároveň odčinit různé minulé provinění a učinit upřímné předsevzetí žít nadále ctnostněji vůči Bohu i lidem. Rituál poutě určil Mohamed, ovlivněný arabskými kulty i židovským a křesťanským monoteismem. Dal mu však nový ideový obsah v souladu s novým učením. Mohamed nakonec udělal z Káby střed Dár al-islám, i když původně uvažoval o místě v Medíně nebo Jeruzalémě. Uctívání Káby spojil s tradicí Ibrahimovou (Abrahám), aby si naklonil hidžázské židy a křesťany. Pouť se koná zhruba mezi 7.–13. dnem měsíce dhú'l-hidždža. Tehdy se v Mekce a okolí provádí složitý kanonizovaný rituál za účasti až dvou milionů muslimů. Již v předislámské době vykrystalizovaly dvě úrovně poutí do Mekky: malá pouť (´umra), která se dala podniknout kdykoli v průběhu roku a velká pouť (hadždž), která byla vázána na konkrétní čas v lunárním roce. Islám mnohé z těchto starších zvyků integroval do své (staro)nové poutní povinnosti.

### Mystika

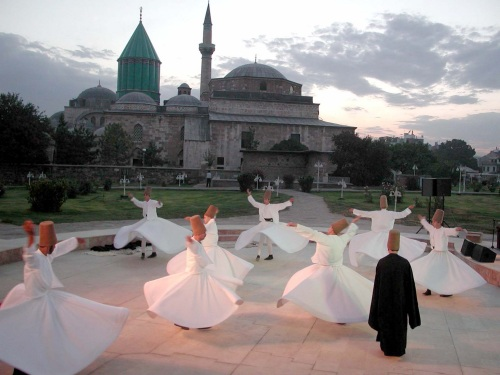
Tančící dervišové ve městě Konya v Turecku u Rúmího hrobky

Jako duchovní protipól k striktním příkazem šaríi se na půdě islámu rozvinula mystika (súfismus, arab. Tasawwuf). Projevovala se větší zbožností než požaduje šaría a askezí. Později súfisté vytvořili systémy duchovních, teoretických i praktických nauk (Batin, Záhir), vedle rozumového poznání postavili intuici a poznatky získávané srdcem, své učení vykládali také pomocí poetických obrazů a do bohoslužby či modlitby (wird) vkládali hudbu a tanec (samá). Vrchol mystika dosáhla představou o jedinosti Boha jako jednotě všeho bytí (Ibn Arabí). Od 12. století se súfisté sdružovali do zřetelně vymezených mystických bratrstev a řádů (tariq) pod vedením charismatických šejků. Súfijské tariqy tvořily do 19. století hlavní formu islámské spirituality. Orientalistika na tomto širokém poli životních postojů, idejí a duševních i tělesných cviků rozpoznává vlivy křesťanství (naznačeno již v Koránu 57:27), gnóze, novoplatónské filozofie (rozpracované arabskou falsafou), židovské kabaly, indické védanty a jógy. O různých podobách zdrženlivého, osamoceného života svědčí i množství jmen dávaných askety: záhid, násik; bakká´ "plačlivec", faqír "chudák", qári´ horlivý "čitatel" Koránu, qáss "potulný kazateľ", persky devíš "žebrák" atd. Už v 8. století se někteří začali sdružovat do škol, z nich nejvýznamnější byly zřízeny – podobně jako u většiny islámských vědních oborů – v jihoiráckých městech Basra a Kúfa. Objevil se také výraz súfí, "mystik".

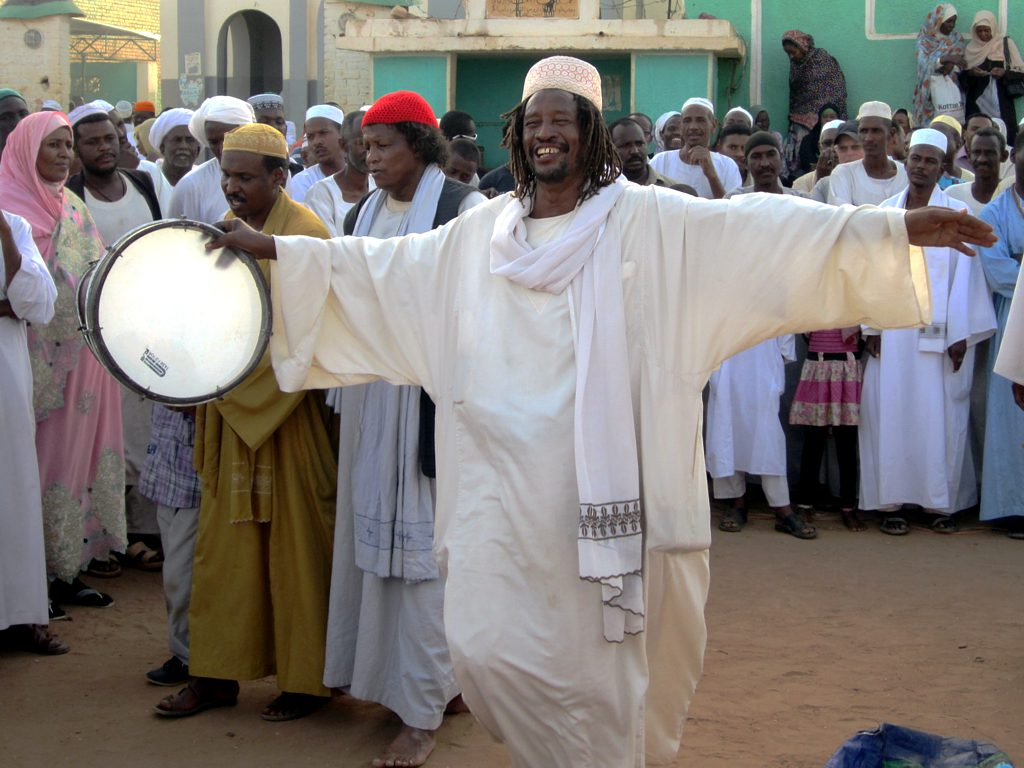
Súfijští dervišové v Súdánu

Konformní islám byl kolektivní vírou obce, islámská mystika se stala vyjádřením víry jednotlivce. Otevřela prostor k individuálnímu hledání přímé cesty k Bohu bez prostředníka a poskytla člověku jinde nevídanou tvůrčí svobodu. Tím se dá vysvětlit zdánlivá roztříštěnost mystických společenství, jde však o odraz individuálních a autentických přístupů ke společnému cíli. Její počátky byly projevem nesouhlasu se způsobem provádění norem náboženského a společenského systému. Členové těchto společenství (na rozdíl od křesťanských mnichů) nežijí v celibátu, mají rodiny, věnují se běžné práci. Život v řádovém společenství zahrnuje společenství (bohoslužby) v řádových domech, řádové modlitby aj.

Mystika v mnohém obcházela omezující zásady kodifikovaného islámu, a proto bývala zavrhovaná a pronásledována. V rámci tohoto členění se postupně etablovaly další mystické směry a na ně navazující bratrstva (čištíja, qádiríja, maulávíja, naqšbandíja, muhammadíja, rifáíja, šadhilíja, tidžáníja a další). V moderní době (od konce 19. století) došlo k postupnému úpadku vlivu mystických bratrstev, i když někde ještě hrály výraznou roli v rozvoji nápravných hnutí (mahdistické povstání v Súdánu, sanúsíja v Libyi) nebo odporu muslimských etnik vůči evropskému kolonialismu (šajch Abd al-Kádir v Alžírsku, Imám Šamil na Kavkaze). Pohromou pro existenci bratrstev byly kemalistické reformy v Turecku a převzetí moci na islámskými oblastmi bolševiky v Sovětském svazu, v menším rozsahu nástup sekulárních režimů v mnoha islámských zemích. Oživení mystických bratrstev přinesly 80. a 90. léta 20. století v souvislosti s globální krizí sekularismu a liberalizací poměrů v bývalých komunistických zemích, které ze sebou přinesly islamizaci veřejného života (země Balkánu, Rusko). Pro republikánské režimy "arabského socialismu" byly mystické struktury vždy nežádoucí, ale nepředstavovaly reálné vnitropolitické nebezpečí, protože vždy v dějinách byly sice nekonformní, avšak téměř výhradně nepolitické. Pro fundamentalisty, pokud se k mystickým praktikám části společnosti vůbec vyjadřují, je tato sféra islámské religiozity jak jinak "společenským bahnem" (Maudúdí), "rakovinným vředem na těle ummy" (Farag), který je třeba vyoperovat.
Sufismus zahrnuje i vzory chování, etiku, estetiku a v některých formách společenství zasahuje i do hospodářského, politického a někdy vojenského úsilí, tedy za hranice běžného chápání mystiky. Sufismus je někdy označován jako duchovní rozměr nebo spiritualita islámu. Tento termín dnes, běžně používaný, svým polysémantickým dosahem meze súfismu překračuje.

## Islámské učení

### Korán

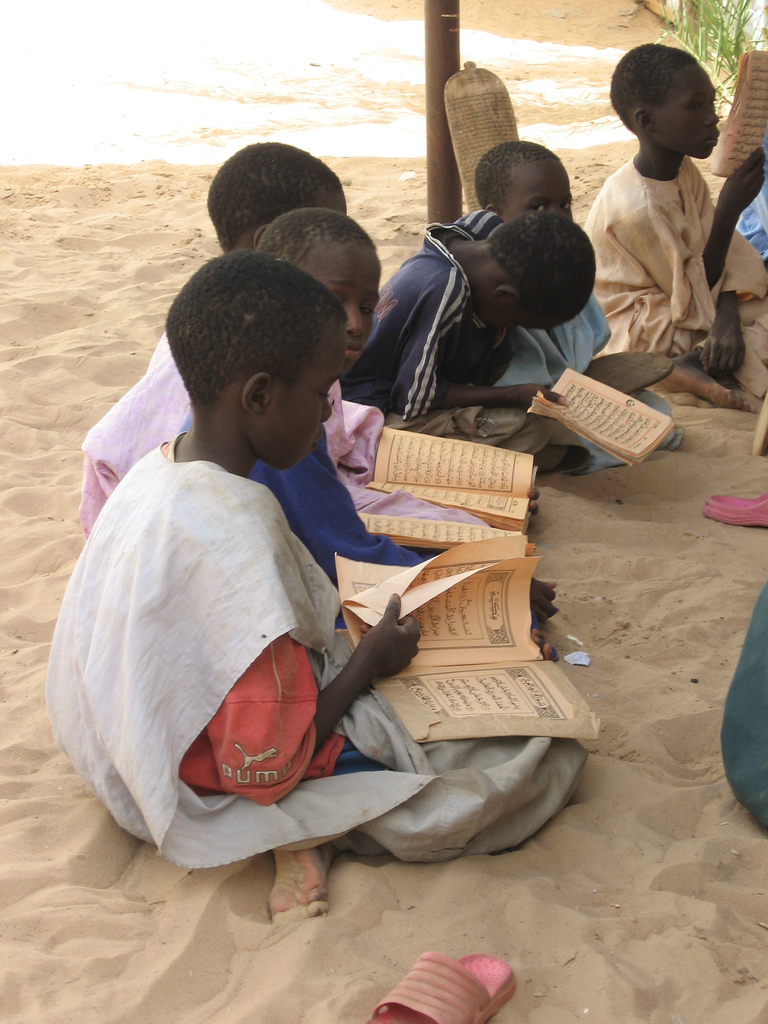
Studium Koránu v Senegalu

Základní knihou islámu je Korán, veršovaná sbírka božích sdělení věřícím, kterou podle muslimů Mohamedovi nadiktoval prostřednictvím archanděla Gabriela sám Bůh. Skládá se ze 114 súr (skladeb – ty se dělí na jednotlivé áje, verše) a je rozdělena do čtyř období: První mekkánské období, Druhé mekkánské období, Třetí mekkánské období a Medínské období. Podle muslimů kniha Korán představuje uzavření a zpřesnění poselství, které bylo lidem dáno. Dřívější poselství v Bibli bylo, dle muslimské víry, lidmi pokřiveno.
Muslimové věří, že Korán byl dán muslimům jako dokonalý a navždy neměnný text. Ten pak má být interpretován v původním smyslu, na rozdíl např. od Bible, která je vykládána dle kontextu a kritického myšlení. Pomocí při interpretaci jsou pak komentáře islámských autorit. Tato „neotřesitelnost“ Koránu zaručuje islámu pevné základy napříč dějinnými událostmi, neboť je tím prakticky potlačena jakákoliv možnost spekulace. Určité náznaky „chápání v kontextu“, lze pozorovat jen u Šíitů, nicméně prostor pro pochybování je i zde naprosto minimální. Tento fakt z velké části vysvětluje neúspěch uniformní arabské filosofie (zaniká již koncem 12. století) a proč jsou muslimové schopní i v moderní době odolávat kulturní relativizaci, která jinak postihla velkou část především křesťanského světa. Zároveň ale také nastoluje znepokojivé otázky, protože za neměnné a navždy pravdivé jsou tak brány i velmi kontroverzní pasáže Koránu (např. 9. súra).
Není jisté, zda byl Mohamed gramotný a jakého se mu dostalo vzdělání, ale jako obchodník pravděpodobně ovládal alespoň základy čtení a psaní. V počátku islámu se Korán tradoval především ústně a měl tak i větší hodnotu než písemné verze (také kvůli nedokonalosti arabského písma), neboť Korán je určen primárně k recitaci. Oficiální písemná verze (dnes všeobecně uznávaná) vznikla až v roce 656 n. l., tedy po smrti Proroka, a to tzv. Uthmánskou redakcí, zásluhou prvních chalífů. V komisi stáli např.: Zajdn ibn Thábit (jehož verze byla použita především), Saíd ibn al-Ás, Abdarrahmán ibn al-Hárith a Abdalláh ibn az-Zubajr (Kurajšovci). Za plně autentickou verzi Koránu se považuje výlučně ta arabská. Překlady však nejsou zakázány. Dále existovaly a dochovaly se tyto sbírky-verze Koránu (kodexy): Ubajje ibn Kaba (Sýrie), Abdalláha ibn Masúda (Kúfa), Abú Músy al- Ašarího (Basra) a Miqdada ibn Amra (Hims v Sýrii).

### Hadísy

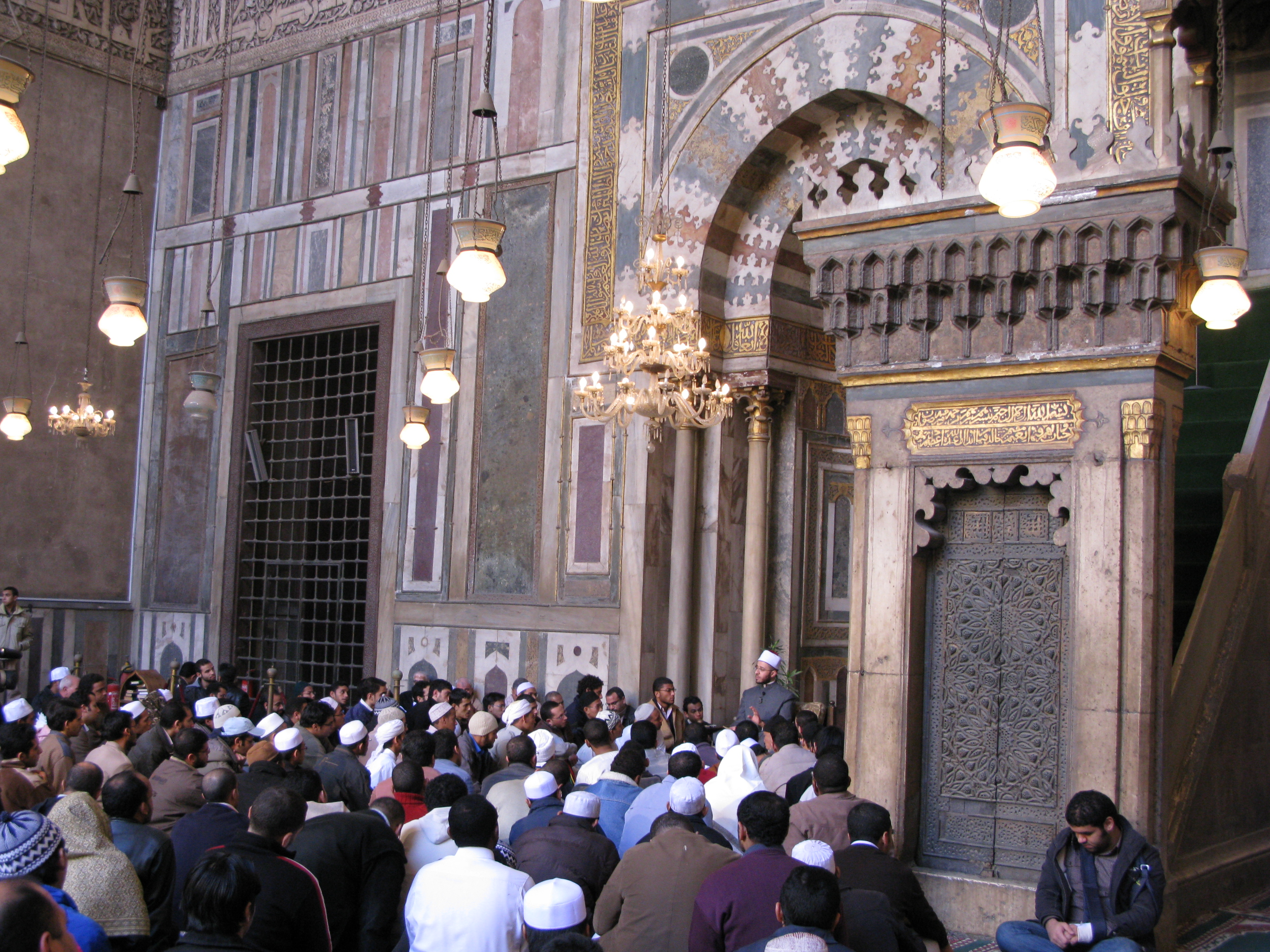
Výklad 40 hadísů Nawawi v mešitě sultána Hassana v Káhiře

Hadísy obsahují soubor učení, výroků a činů Mohameda, které byly sesbírány po jeho smrti. Uvádí se vždy, kdo takto svědčil, a existuje-li více verzí jedné události, jsou uvedeny všechny. Hadísy slouží jako pomocný instrument k objasňování nejasných pasáží Koránu.

### Články víry
- Víra v jediného Boha (ímánu bi lláhi).
- Víra v anděly (malaky) i džiny (ímánu bi l-malá'iká).
- Víra ve všechny seslané Knihy (včetně starozákonních spisů) (ímánu bi l-kutub).
- Víra v posly Boží (včetně biblických) (ímánu bi r-rusul).
- Víra v soudný den (ímánu bil-jawmi l-áchir).
- Víra v Osud, dobrý či špatný, že všechno, co se děje, se děje s vůlí Boha (ímánu bi l-qadar, chajrihi wa šarrihi).

## Islám a stát
Tradiční islámské pojetí náboženství a státu jako nedělitelného rámce pro obec věřících (umma) působí v moderní době někdy dost napjatě. V islámu totiž neproběhlo oddělení náboženství od státu (sekularismus), a proto islám vstupuje do společenských vztahů a reálné politiky. V prostoru současného islámského světa od Maroka a západní Afriky až po Indonésii a jižní ostrovy Filipín, s přesahy novodobé islámské diaspory na všechny kontinenty, se ale projevuje i silná kulturní rozmanitost domácích tradic. Relativní jednotu islámu vytvářejí společná víra, korán, šaría a množství kulturních prvků, ale také vágní přítomné pouto politické solidarity – např. Organizace islámské spolupráce a mnoho islámských institucí.

## Islámský reformismus
19. století přineslo postupnou konfrontaci světa islámu s dynamickým evropským kapitalismem a jeho původním rysem – kolonialismem. Islámští politici a myslitelé se během evropských vojenských intervencí poprvé setkali nejen s technicky vyspělými a triumfujícími armádami "nevěřícího" nepřítele, ale později také s hodnotami demokracie, hospodářskými metodami liberálního kapitalismu a tomu odpovídajícími hodnotami politického mechanismu – tedy hodnotami, které se jim Západ rozhodl vštípit. Islámský svět na evropský koloniální impakt na tento pokus o "kulturní globalizaci" zareagoval různými způsoby a s intenzitou odpovídající tradicím a aktuálním poměrům v té které jeho části. Hlavním rysem byla reforma islámu, která se však nesnažila o "pokrok", tedy uplatnění nové kvality, ale v retrospektivě, v idealizaci původního pravzoru a pokusu o jeho návrat s využitím některých hodnot a dovedností Západu. Islámský reformismus je čistě západní akademický název pro široký proud snažení o nápravu islámu návratem k ideálu původní obce věřících. Mnozí badatelé do ní zahrnují i jednotlivé reformační bojové hnutí 18.-20. století (fulbské džihády na Sahaře, Mahdího povstání v Súdánu, wahhábovské hnutí na Arabském poloostrově, džihád a hidžry v muslimských oblastech indického subkontinentu). V užším smyslu se pod reformismem rozumí heterogenní intelektuální hnutí vznikající v druhé polovině 19. století jako reakce na prudce se rozvíjející politické a myšlenkové kontakty s Evropou.

### Bojovná reformační hnutí

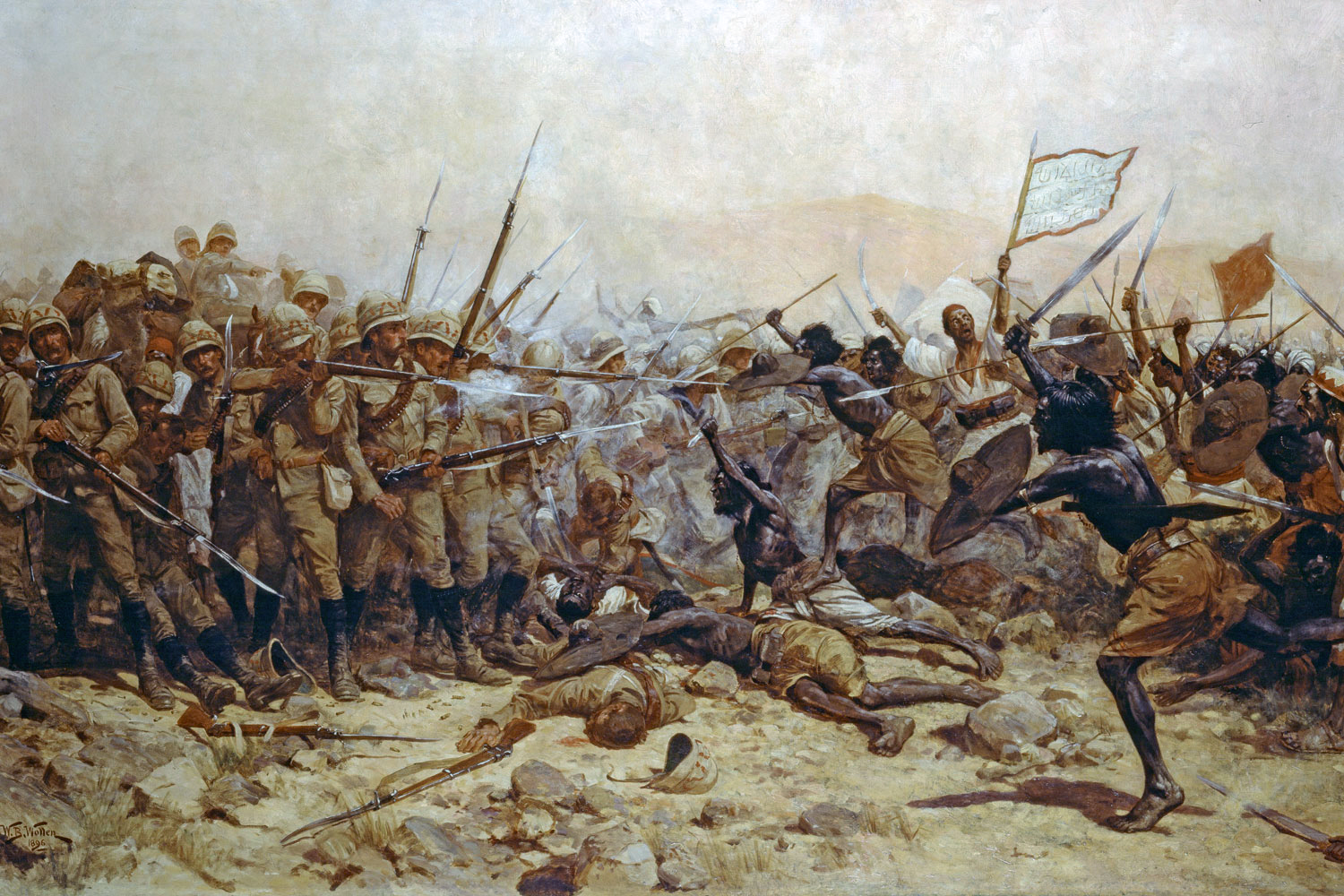
Mahdího povstání, 1881-1899, nábožensky motivované protibritské povstání v Súdánu

Jejich smyslem bylo vesměs vytvořit islámskou komunitu (umma) nové kvality, vtisknout její etický a organizační ráz podobný Mohamedově ummě v Medíně v letech 622-630 a muslimské společnosti v době prvních čtyřech "správně vedených" chalífů (632–661). Za obrodu prvotní obce a nastolení autentického islámského řádu byly dotyčné reformační hnutí připraveny vést ozbrojenou formu džihádu. Za ideově nejvyspělejší se v tomto smyslu považuje učení a politická praxe wahhábovského hnutí (vzniklo r. 1745) na Arabském poloostrově, jehož ideologickým dědicem je současný totalitní královský režim v Saúdské Arábii.

### Intelektuální reformismus (přelom 19. a 20. století)
Tento amorfní proud islámského moderního myšlení zahrnuje koncepci muslimských učenců, který od osmdesátých let 19. století přemýšleli nad možnostmi reformy islámského práva a kvalitativní posunu v koránské exegezi. Jejich cílem bylo různými způsoby zpružnit a obohatit strnulou islámskou doktrínu a přizpůsobit právní vědu potřebám a hodnotám moderního života, které byly do organismu "islámské civilizace" postupně implantovány pod vlivem koloniální politiky evropských mocností..

### Islámský fundamentalismus
Tento termín poprvé pravděpodobně použil Anouar Abdel Malek, egyptský sociolog působící v Paříži, ve své disertaci Materiály ke studiu soudobého arabského myšlení: Egypt (Sorbonna 1964). Zhruba od první poloviny sedmdesátých let 20. století se začal prohlubovat proces vytváření hnutí a aktivistických (někdy pomíjivých) skupin, které vesměs ideologicky navazovaly na tradicí muslimského bratrstva v Egyptě (založená 1929) a učeních dvou jejich teoretiků – Hasana al-Banny (1906–1949) a hlavně Sajjida Qutba (1906–1966). Třetím významným teoretikem islámu byl Abdu'l-a'la Maudúdí (1903–1979), zakladatel a ideolog indické, později pákistánské strany Ďzamá'ate Islámí. Trend aktivistického islámu, jehož obecním cílem bylo svrhnout domácí "neislámský" režim a zároveň odrazit evropský kolonialismus ve všech jeho podobách, se po druhé světové válce prosadil v řadě dalších zemí a stal se základním inspirativním zdrojem tamních opozičních hnutí vystupujících z pozic radikálního islámu. Pro tento směr se v evropské odborné literatuře nejdříve vžil termín islámský fundamentalismus, později se objevily jeho jiné varianty jako politický islám, islámský radikalismus, islamismus apod.

## Islámský svět

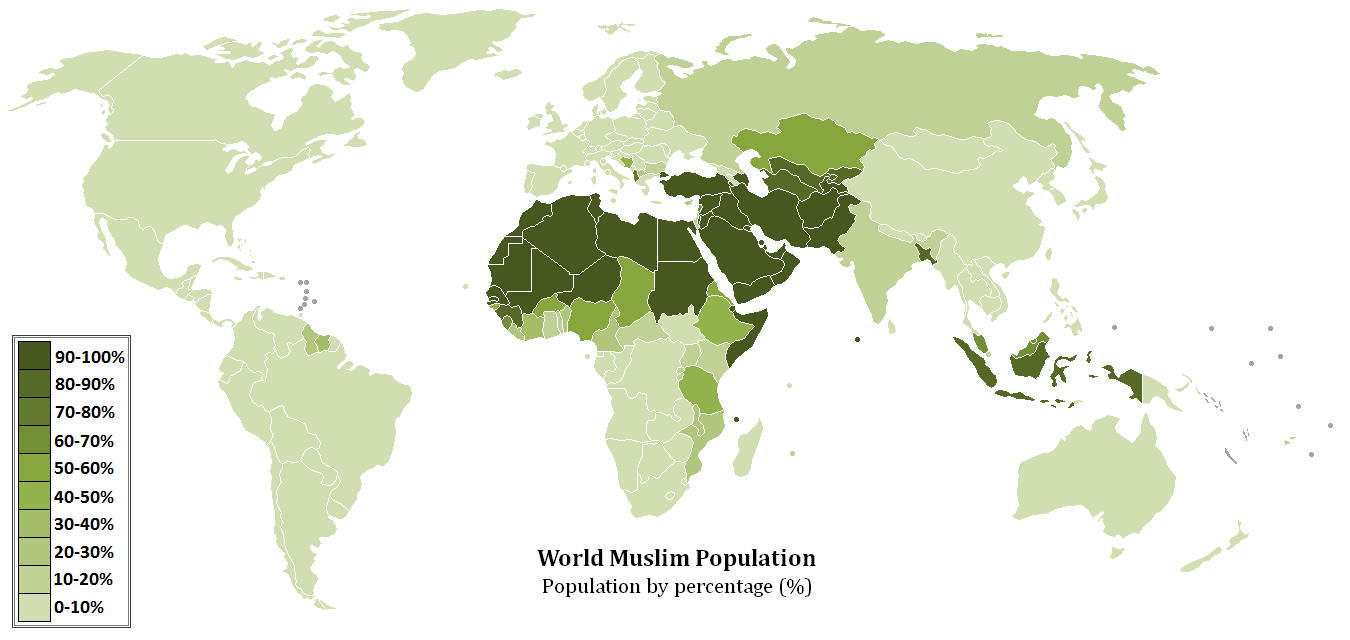
Muslimská populace ve světě

Termín islámský svět má několik významů. V oblasti kultury se jedná o celosvětovou komunitu stoupenců islámu, neboli muslimů, která pojímá zhruba 1,6 miliardy lidí, tedy asi jednu čtvrtinu světové populace. Součástí této komunity jsou členové nejrůznějších kultur, národů a etnických skupin, jejichž jediným společným pojítkem je náboženství. V historickém či geopolitickém smyslu tento termín znamená státy, kde dominuje obyvatelstvo s muslimskou vírou, či kde má islám hlavní vliv v politické rovině.
Celosvětová muslimská komunita se také souhrnně nazývá umma. Islám zdůrazňuje především jednotu a ochranu ostatních muslimů, přestože existuje několik odvětví islámské víry. Charakter islámského světa ovlivnily historicky zejména dva proudy: panislamismus a nacionalismus.
Dnes žije 1 miliarda muslimů v jižní a jihovýchodní Asii, 322 milionů na Blízkém východě a v severní Africe, 243 milionů v subsaharské Africe a 44 milionů v Evropě. Indonésie je stát s největším počtem muslimů; asi 205 milionů. Následují Pákistán se 178 miliony, Indie se 177 miliony, Bangladéš se 148 miliony, Egypt s 80 miliony, a Írán, Turecko a Nigérie s muslimskou populací 75 milionů v každé z těchto zemí.
Muslimská populace v Evropě se skládá z novodobých přistěhovalců do západní Evropy, například ve Francii tvoří 7,5% obyvatel, a dále pak ze starousedlých komunit na Balkáně z dob turecké expanze (slovanští Bosňáci a Pomaci, Albánci, Turci v Bulharsku), kde tvoří například 70% obyvatel Albánie a 30% populace v Makedonii, a v Rusku (Tataři v Povolží nebo Čečenci na Kavkaze). Starousedlá menšina Tatarů žije i v Polsku.

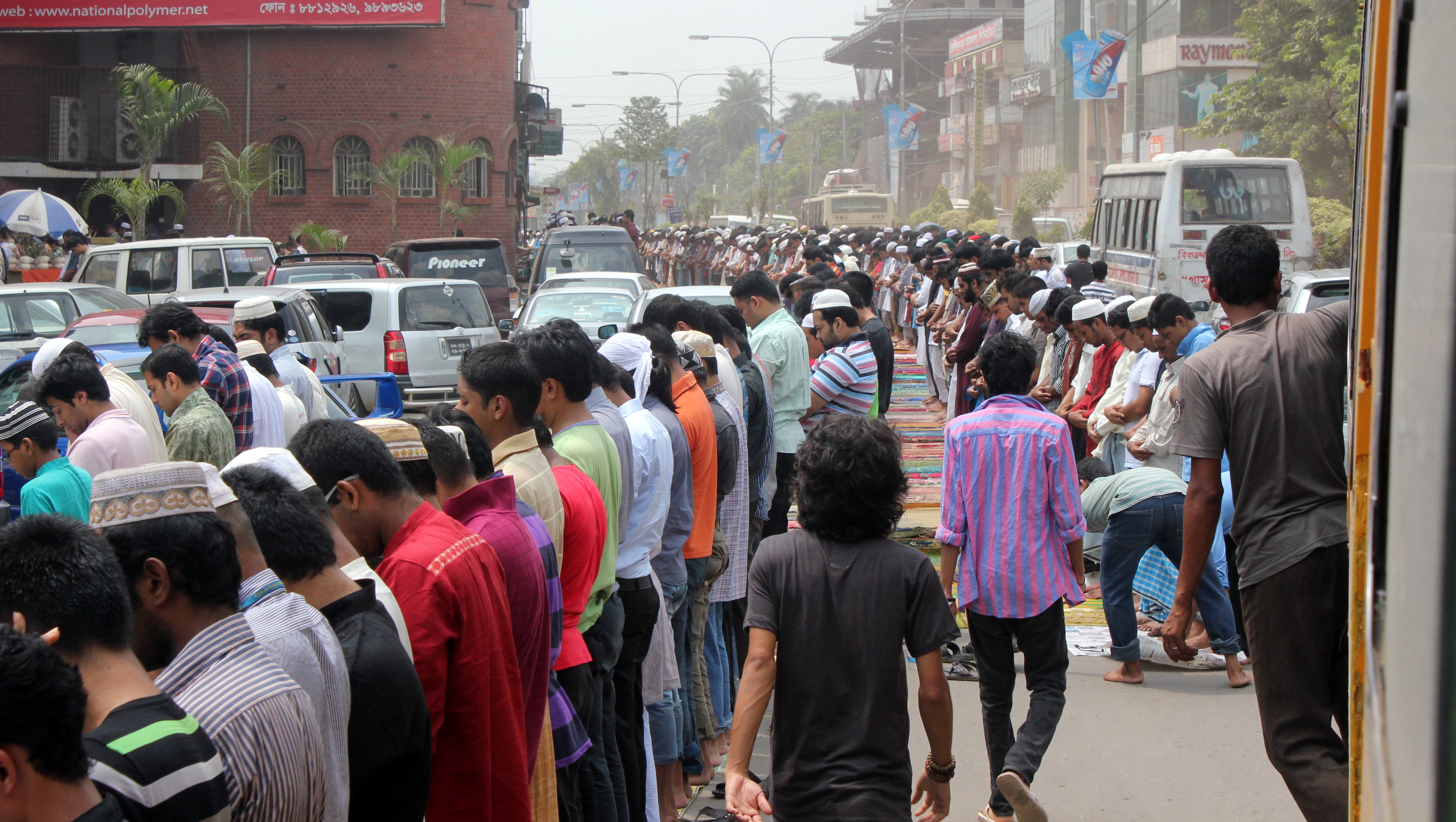
Muslimové v bangladéšské Dháce
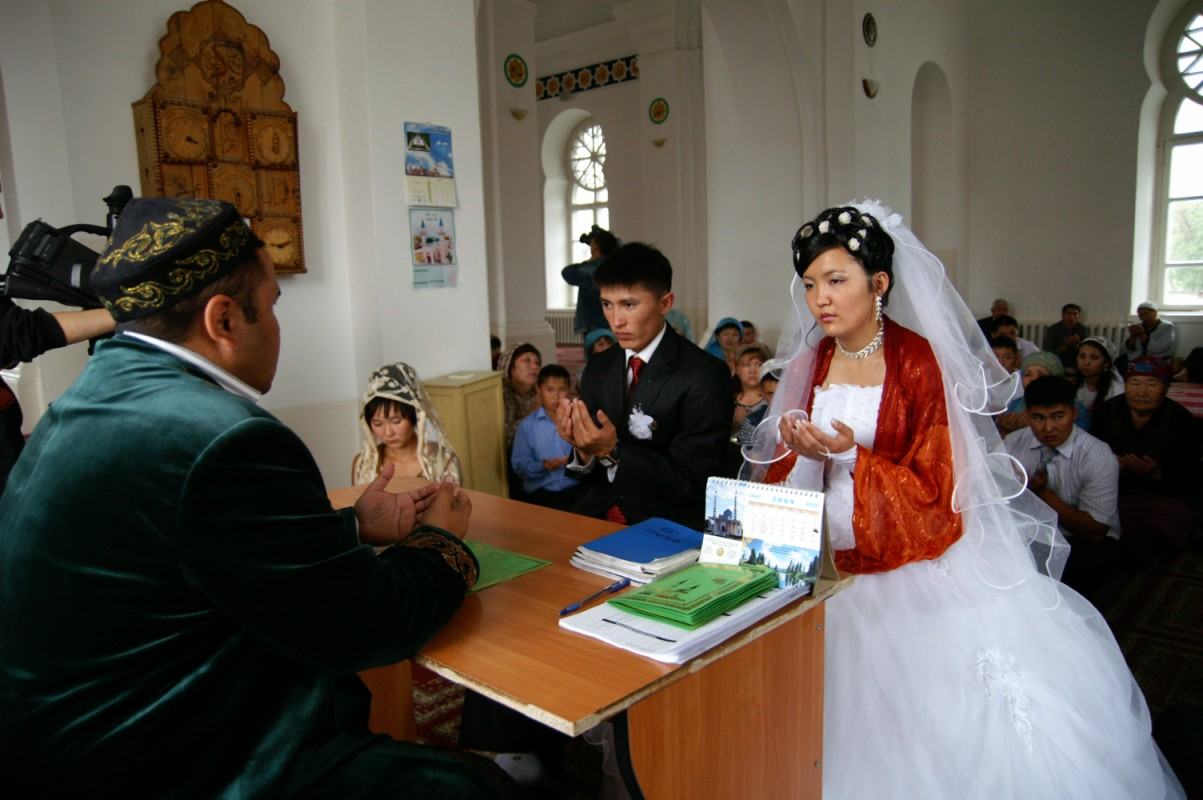
Kazašská svatba v mešitě
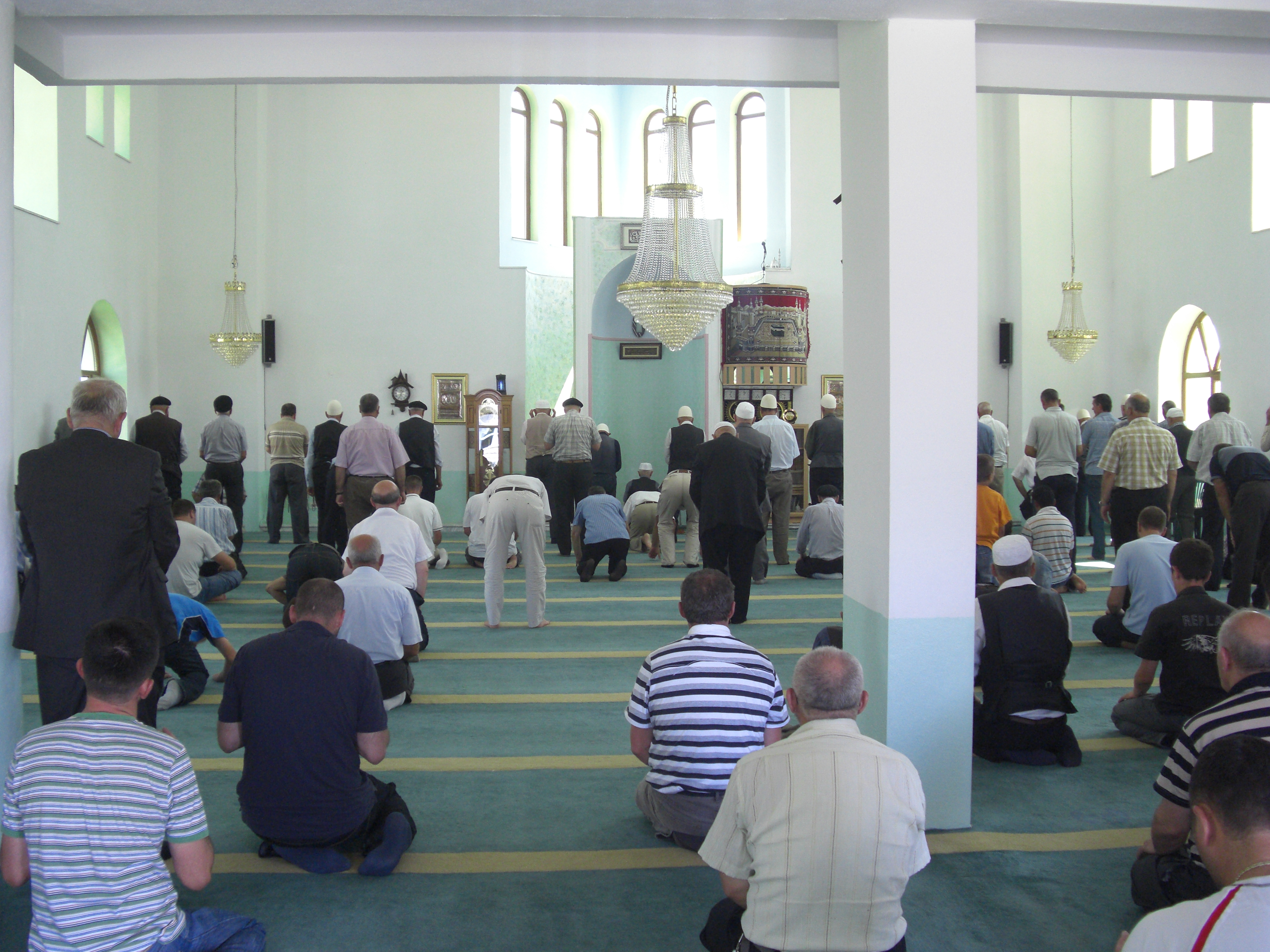
Věřící v mešitě v Kosovu

## Islám a české země

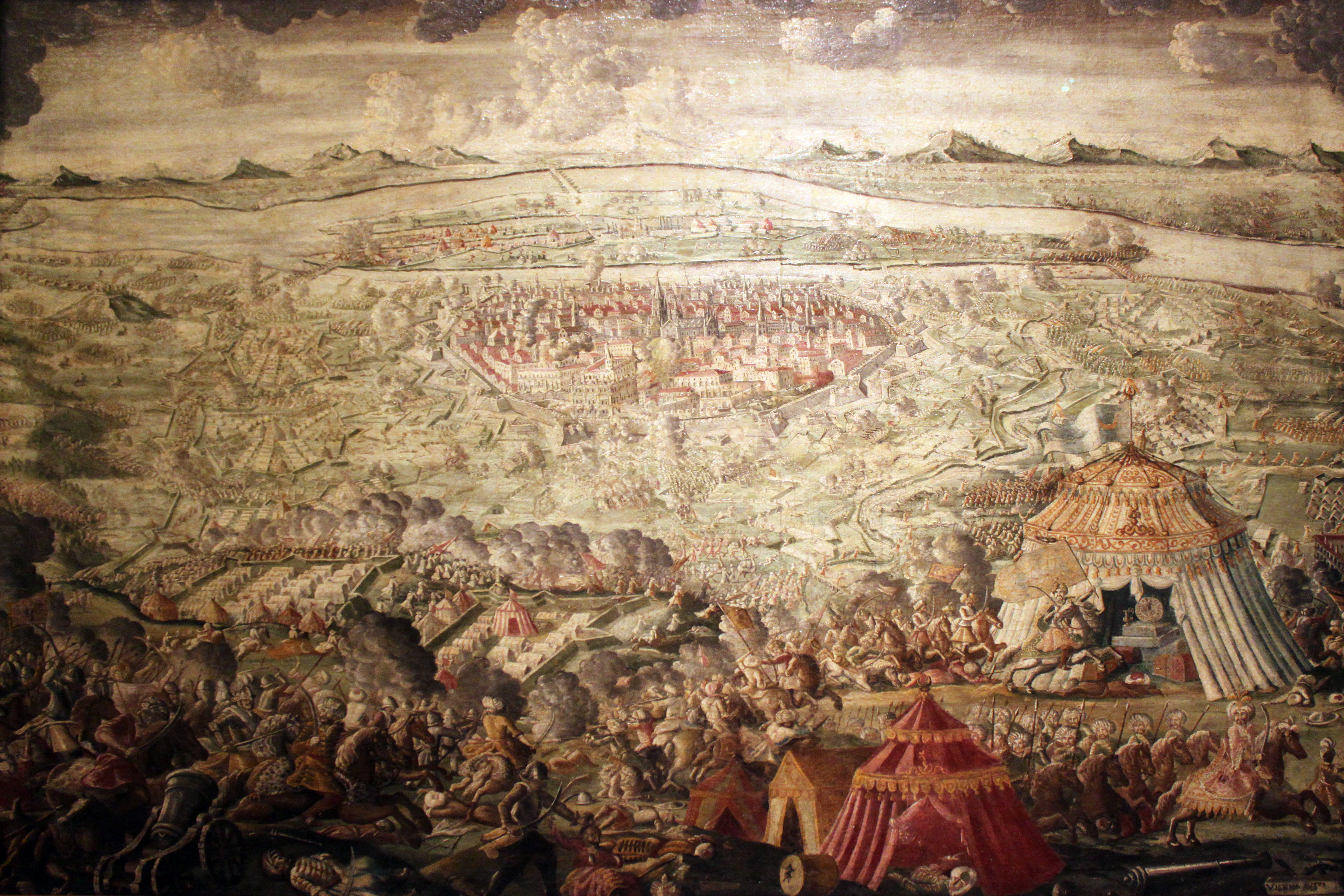
Bitva u Vídně roku 1683 ukončila tureckou expanzi do střední Evropy

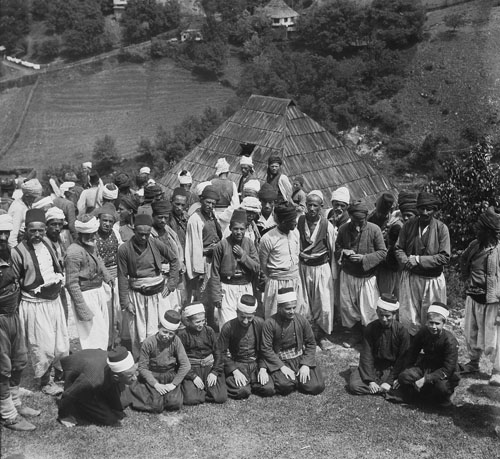
Český fotograf Rudolf Bruner-Dvořák zdokumentoval muslimský svět Bosny na počátku 20. století

S islámem přicházejí české země častěji do kontaktu od 15. století v době expanze Osmanské říše na Balkán. Na počátku 16. století osmanští Turci ovládli dvě nejposvátnější místa islámu, Mekku a Medínu, a osmanští sultáni se od té doby považovali za chalífy, tedy vůdce celého muslimského světa, kteří mají povinnost šířit islám všemi možnými způsoby včetně džihádu mečem. Válek s Turky se ve službách uherských a habsburských panovníků zúčastnili např. husitský válečník Jan Jiskra z Brandýsa, představitel českých stavů Vilém z Rožmberka, jehož švagr Mikuláš Zrinský zahynul při obraně pevnosti Szigetvár, mladý Albrecht z Valdštejna, český šlechtic Zdeněk Kaplíř ze Sulevic, který velel obraně Vídně před Turky roku 1683, nebo císařský polní maršálek Adolf Schwarzenberg, který za vítězství nad Turky v bitvě u Rábu získal do rodového erbu Schwarzenbergů pole s hlavou Turka, kterému vyklovává oči krkavec.
Z českých cestopisů pozdního středověku a raného novověku lze zmínit například cestopis Cronica Boemorum, ve kterém Giovanni Marignoli líčí svoji cestu do Číny a věnuje prostor i muslimským zemím. Ve svém cestopise z roku 1505 Putování ke Svatému hrobu zprostředkoval Jan Hasištejnský z Lobkovic českému čtenáři řadu informací o islámu a jeho historii. Václav Budovec z Budova, který byl roku 1577 členem císařského poselstva k osmanskému sultánu, napsal polemický spis o islámu zvaný Antialkorán. Obšírné informace o islámu podává ve svém cestopise Kryštof Harant z Polžic a Bezdružic. Islám a život v Osmanské říši popisuje také Václav Vratislav z Mitrovic, který strávil několik let v tureckém zajetí.
Na moravské území vpadli Turci poprvé v roce 1599 v průběhu tzv. dlouhé turecké války. Roku 1663 podnikli Tataři z Krymského chanátu, od 15. století vazalové osmanského sultána, společně s Turky během osmansko-habsburské války několik vpádů na Moravu poté, co padla strategická pevnost Nové Zámky na jižním Slovensku. Tehdy bylo odvlečeno do otroctví na 12 000 obyvatel Moravy. „Čoskoro sa začalo ohavné neslýchané prznenie a znásilňovanie žien a panien,“ napsal očitý svědek evangelický farář Štefan Pilárik o ženách, které odvlekli Tataři. Z unesených chlapců se mohli stát janičáři, což byli elitní vojáci a nejobávanější část osmanského vojska, kteří byli v dětství odebíráni z křesťanských rodin na základě tzv. „daně z krve“ a vychováni v muslimské víře. Odtud pochází české přísloví poturčenec horší Turka.
Na vytlačování islámu z Evropy se podílel s českými zeměmi spjatý generál Laudon, který během osmé rakousko-turecké války v čele rakouské armády dobyl roku 1789 na Turcích Bělehrad. V těchto bojích se vyznamenal Laudonův pobočník a později vojevůdce Josef Václav Radecký z Radče. Češi sloužící v rakouské armádě potlačovali povstání bosenských muslimů proti „nevěřícím“ okupantům, které vypuklo poté, co se Bosna a Hercegovina stala roku 1878 protektorátem Rakousko-Uherska. Přepadení rakouských vojáků místními muslimy u města Maglaj, které se změnilo v krveprolití, dalo hovorové češtině slovo „maglajz“. Místní muslimové nebrali ohledy na běžné válečné zvyklosti, nebrali zajatce a vojákům uřezávali v duchu domácích muslimských zvyklostí hlavy, nosy, uši a další části těla.
V období romantismu v 19. století se objevuje zájem o orientální kulturu a také o islám. Na přelomu století po islámském světě cestovali čeští orientalisté jako Alois Musil, který během první světové války působil mezi beduínskými kmeny v Arábii a stal se protivníkem svého slavnějšího kolegy Lawrence z Arábie. Roku 1912 se stal islám oficiálně uznaným náboženstvím na území Rakouska-Uherska, jednalo se o vstřícný krok vůči muslimům v Bosně, která tehdy byla monarchií anektována. Ústředí muslimských náboženských obcí funguje od roku 1991 a v roce 1998 byla otevřena první mešita, a to v Brně, a o rok později i v Praze. V roce 2011 se při sčítání lidu k islámu přihlásilo 3085 osob. V roce 2018 žilo v Česku odhadem 22 000 muslimů.

## Kritika

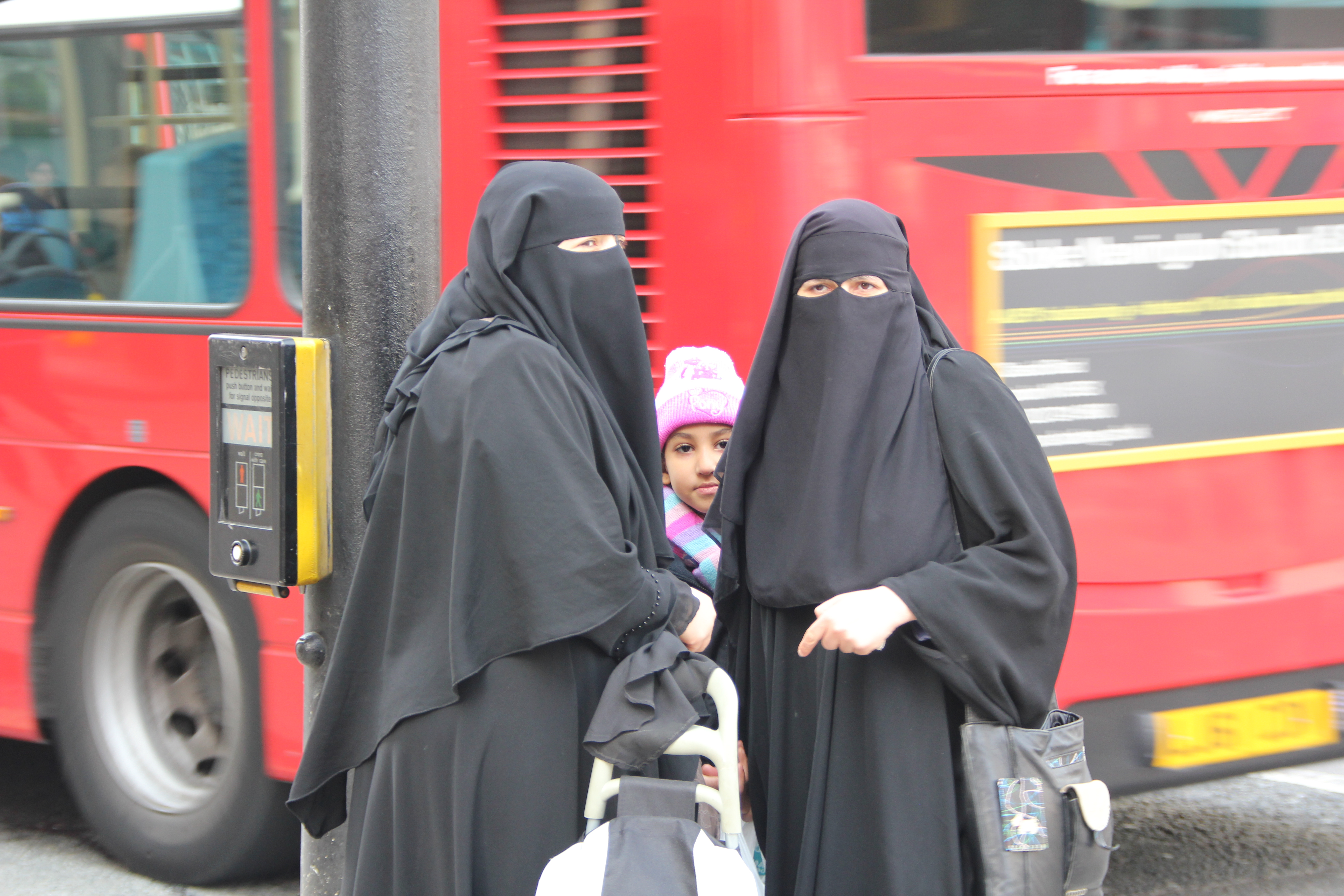
Ženy v nikábu v Londýně

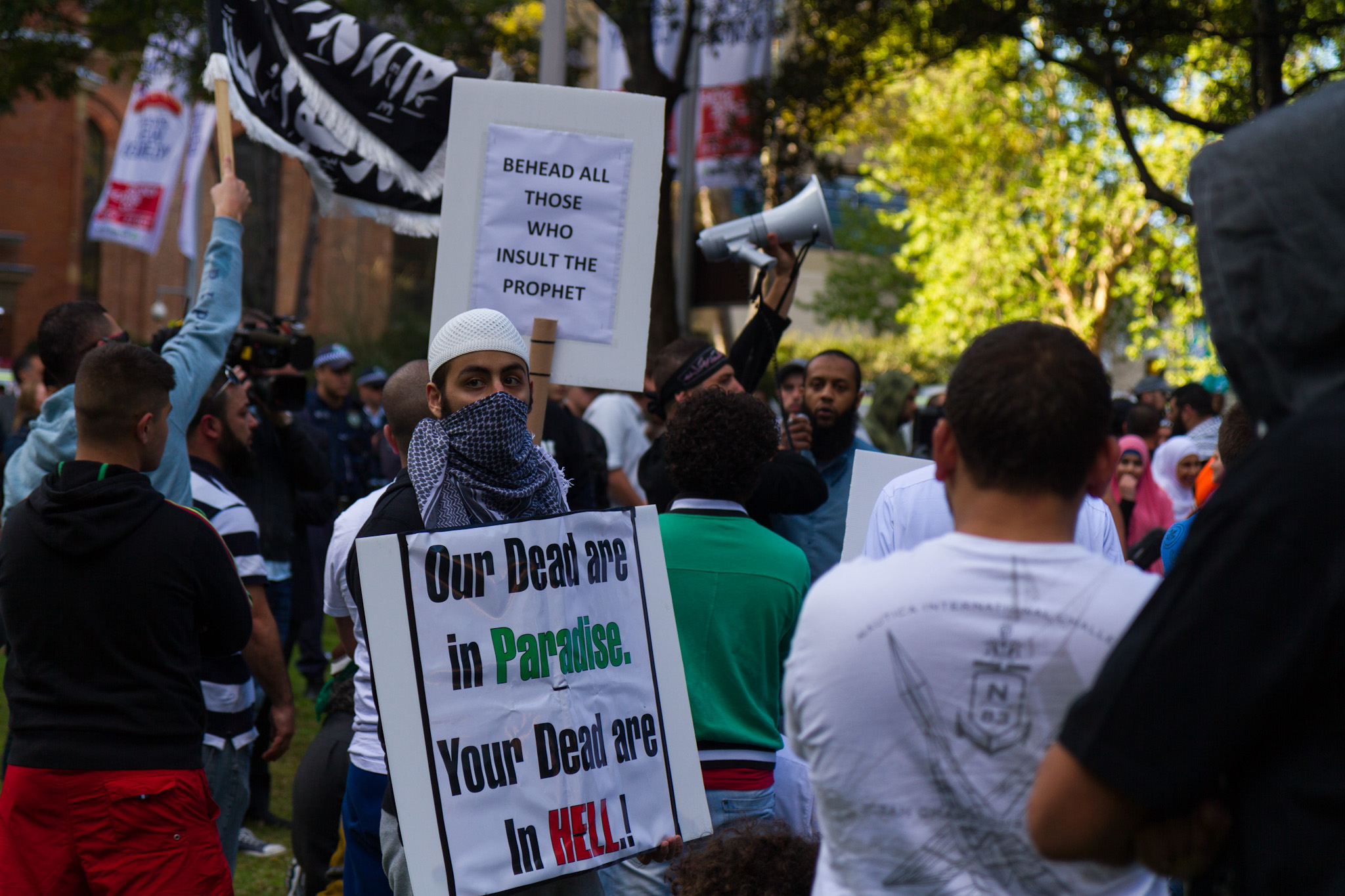
Demonstrace radikálních muslimů v Sydney, „Připravte o hlavu každého, kdo uráží proroka“

Kritika islámu se nejvíce opírala o antitrinitářský monoteismus. Mezi objekty kritiky patří mj. morální stránka proroka Mohameda, a to jak v jeho veřejném, tak i osobním životě. Otázky týkající se pravosti a morálky Koránu, islámské svaté knihy, jsou kritiky také diskutovány. Jiné kritiky se zaměřují na otázku lidských práv v dnešních islámských státech a postavení žen v islámském právu a praxi.
V návaznosti na nedávný trend multikulturalismu byl kritizován vliv islámu na schopnost, resp. neschopnost asimilace muslimských přistěhovalců na Západ.

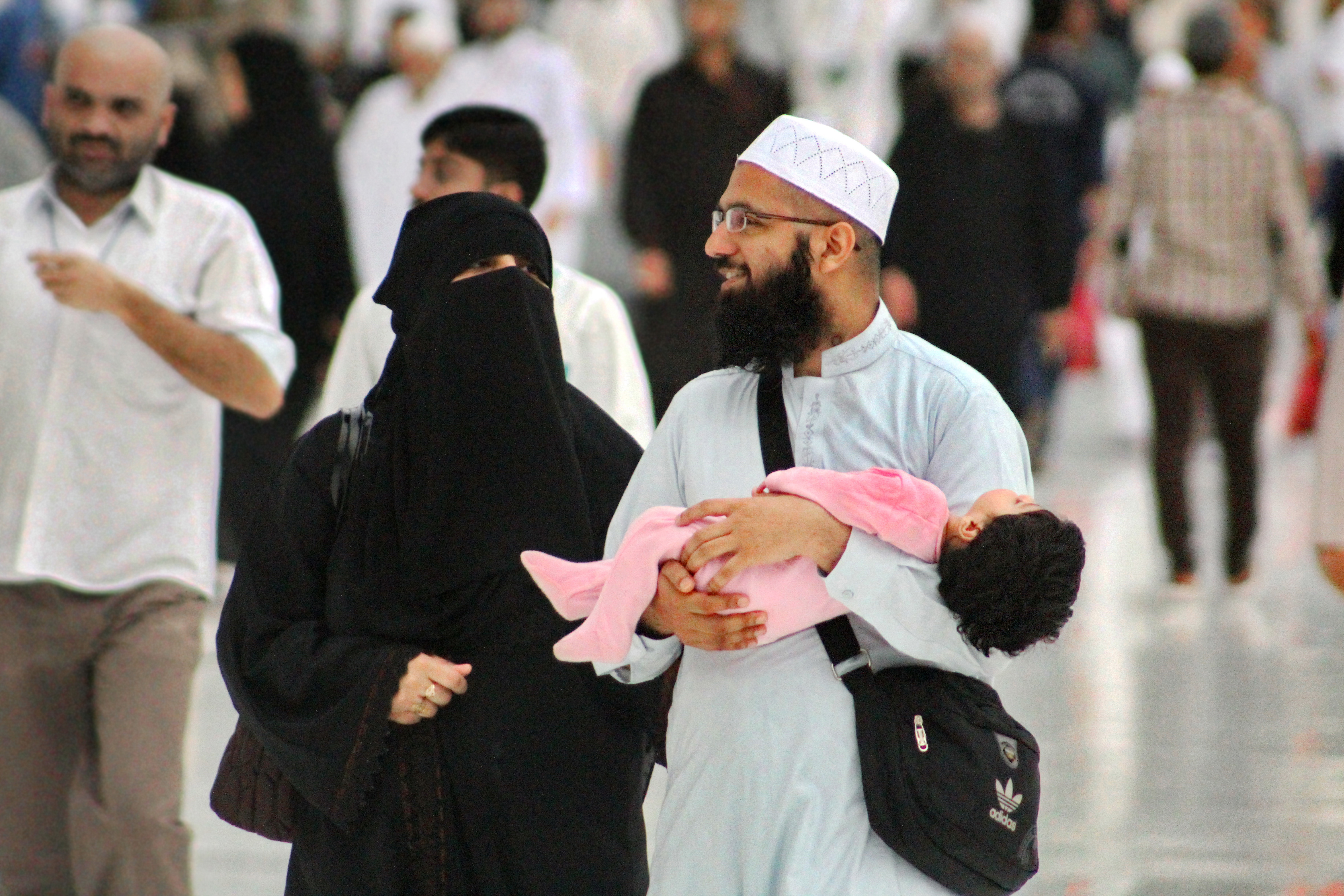
Mladý muslimský pár v Saúdské Arábii

Saúdská Arábie čelí kritice za šíření wahhábismu, což je sunnitská fundamentální forma islámu a státní ideologie Saúdské Arábie. Striktní interpretací wahhábismu se inspirovala mnohá islamistická hnutí jako je Islámský stát v Sýrii a Iráku, Kavkazský emirát, syrští povstalci z Fronty an-Nusrá, teroristická organizace Al-Káida, nebo Tálibán. Wahhábismus začal expandovat v 70. letech, když Saúdové využili svých příjmů z prodeje ropy na sponzorování výstavby mešit a medres po celém světě a na šíření své radikální a netolerantní interpretace islámu.

### Vztah ke křesťanství a judaismu
Islám, judaismus a křesťanství jsou monoteistická a prorocká náboženství. Arabské slovo Alláh je příbuzné hebrejskému Eloah, které se vyskytuje ve Starém zákoně.
Muslimové nepovažují Mohameda za zakladatele nového náboženství, ale za obnovitele původní monoteistické víry Adama, Noeho, Abraháma, Mojžíše, Ježíše i dalších proroků islámu. Podle islámské tradice židé a křesťané zkreslili zjevení daná Bohem skrze proroky, a to buď změnou textu, nesprávnou interpretací nebo obojím. Přesto je islám od křesťanství i judaismu zásadně odlišný. Každý Mohamedův následovník se musí v první řadě podvolit Bohu a jeho vůli. V rámci toho se hlásá naprostý fatalismus, takže každý krok lidské bytosti je předurčen Bohem a vše, co se stane, je jeho dílem (to má velký vliv na lidskou motivaci a na absenci individuality). Ze stejného důvodu islám nepracuje ani s konceptem svobodné vůle. Základní text islámu – Korán – je považován za absolutní neměnnou pravdu, takže v souvislosti s předchozím není v islámu místo nejen pro zpochybňování zjevení uvedených v Koránu, ale ani pro kritické myšlení jako takové. Zjevené texty však podléhají určité interpretaci (výrazněji u šíitů) a v různé míře jsou též v interakci s kulturními vzorci kultur, ve kterých se šíří. Tomu odpovídá nejen existence různých směrů a škol islámu, ale také praxe v různých zemích.
Někteří křesťanští teologové příslušnost islámu k abrahámovským náboženstvím interpretují tak, že muslimové věří ve stejného Boha jako obě starší náboženství , jiní to ovšem zpochybňují či ostře odmítají.

### Islám v západních společnostech

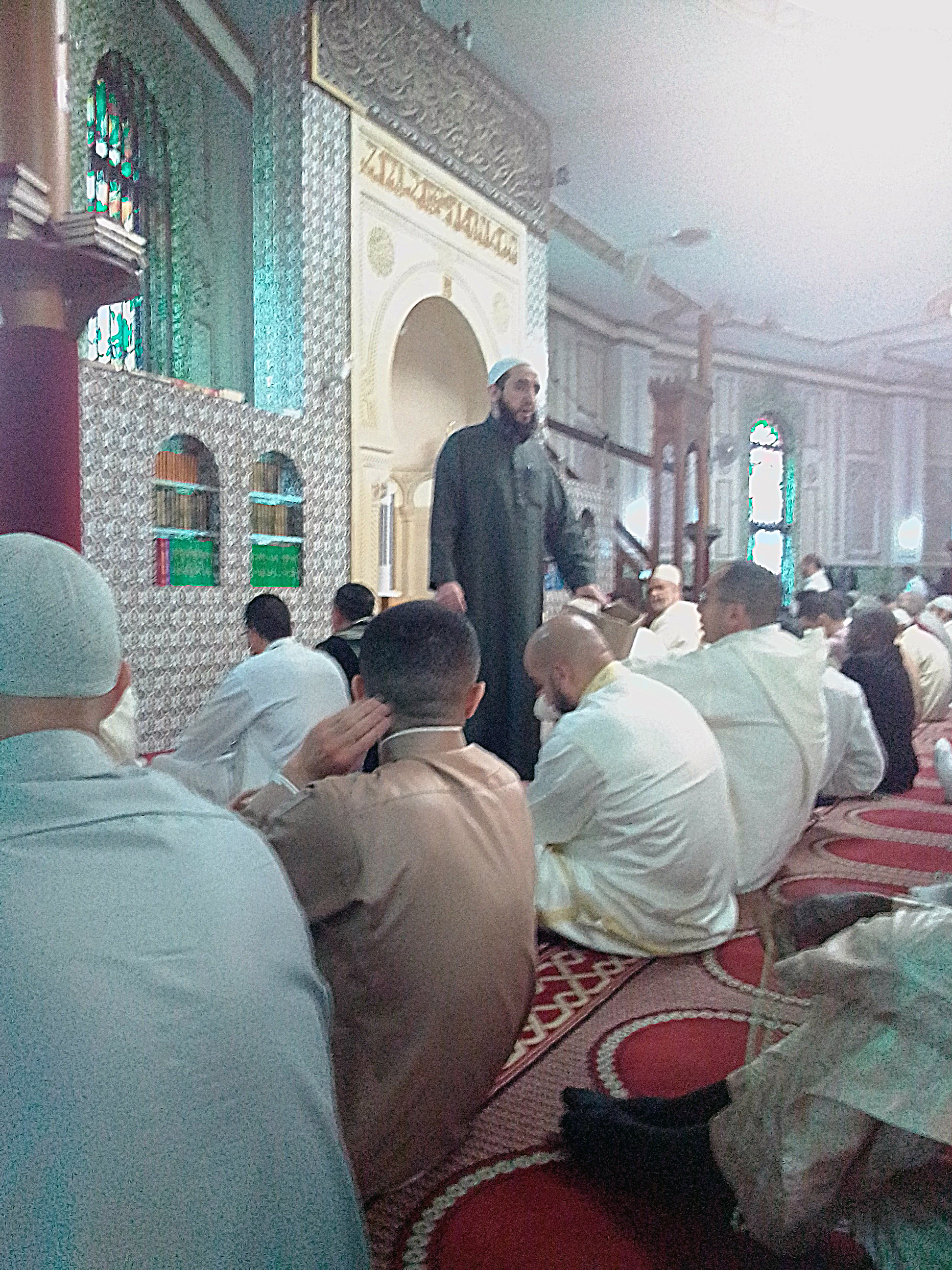
Imám Velke mešity v Bruselu, která byla pro belgické muslimy přestavěna v mešitu na náklady Saúdské Arábie

Střet islámu a ostatních kultur si však uvědomuji i reformní muslimové. Existují snahy islám reformovat směrem k sekularismu, tedy „odstranit“ politické aspekty. Krajně liberální reformisté islámu dokonce problematický – „medínský“ islám považují za normativy určené tehdejší společnosti. Reformu islámu zakládají především na islámu „mekánském“.
Radikální islamističtí salafisté mají stále větší vliv na muslimskou komunitu ve Francii. Podle analýzy z roku 2016 zavedení islámského práva šaría podporuje 72% francouzských muslimů a 35% muslimů ve Francii považuje za ospravedlnitelné použít násilí na ochranu víry. Ve Francii, Velké Británii, Německu či Švédsku roste počet protižidovských útoků. Podle Tomáše Pojara „V prostředí muslimských přistěhovaleckých komunit je antisemitismus velmi silně rozšířený. Čím jsou tyto komunity početnější, tím se zhoršuje možnost jejich integrace a zároveň narůstá počet projevů antisemitismu.“